# Kanton Köln
Der in den Grenzen der Reichsstadt Köln gebildete Kanton Köln war eine der zehn Verwaltungseinheiten und später Sitz des 1798 eingerichteten, im Département de la Roer gelegenen Arrondissement de Cologne. Diese Gliederung, die im Auftrag des französischen Direktoriums von Kommissar François Joseph Rudler geplant und durchgeführt wurde, war ein weiterer Schritt, auch in den bereits 1794 eroberten linksrheinischen Territorien die Départements in ihren Verwaltungsebenen einheitlich zu gestalten. Das Département mit seinen Kantonen und Arrondissements bestand ab dem Jahr 1801 bis 1814 als anerkanntes Territorium Frankreichs.

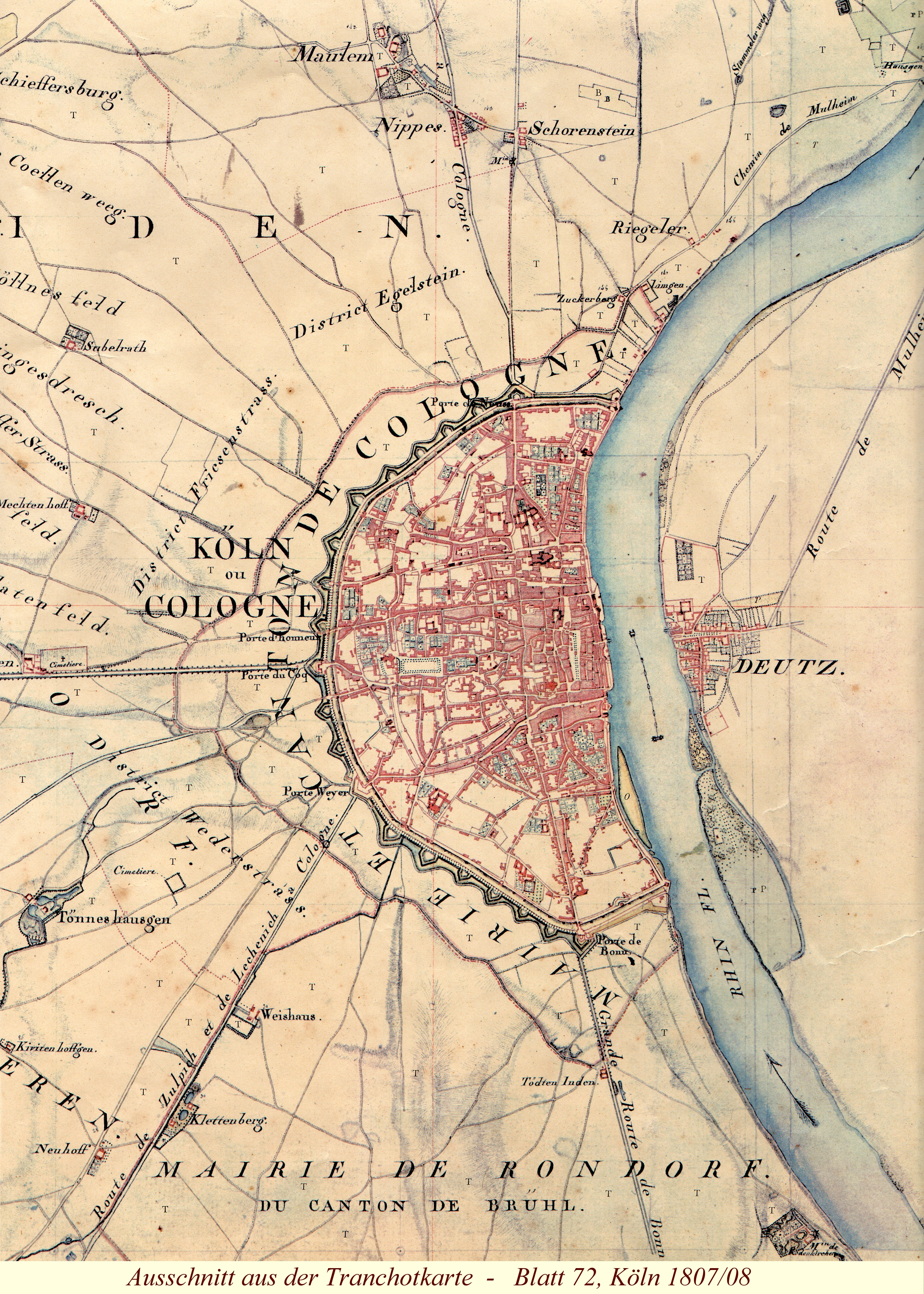
Canton de Cologne mit Teilbereichen der angrenzenden Kantone um 1810

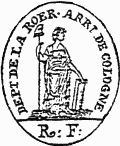
Siegelstempel der Arrondissementverwaltun in Köln

## Geschichte

### Köln vor der Besetzung
In der zweiten Hälfte des 18. Jahrhunderts befand sich die Reichsstadt Köln in einer Phase kultureller und wirtschaftlicher Stagnation. Die sie umgebenden Städte Düsseldorf, Aachen oder Bonn hatten die Stadt von ihrer einstigen Führungsposition verdrängt. Die Stadt war durch die Kosten der Einquartierungen des Siebenjährigen Krieges (1756–1763) in finanzielle Bedrängnis geraten und wurde durch folgende Naturereignisse, wie Missernten oder die im Winter 1783/84 einsetzende schlimmste jemals verzeichnete Hochwasserkatastrophe, weiter belastet. Anders als die geistlichen Würdenträger (Orden und Domkapitel) oder die wirtschaftlich Erfolgreichen (Zunft- und Bannerherren) sowie die zur politischen Obrigkeit zählenden Ratsherren und ihre Familien, die sich prachtvolle von Gärten umgebene Palais erbauen ließen, wohnte die Mehrzahl der anwachsenden Bürgerschaft in kleinen, nachlässig errichteten und schlecht unterhaltenen Zinshäusern. Zugleich wuchs in der Stadt die Anzahl der Bettler und Almosenempfänger enorm an, sodass die Unzufriedenheit in der Bevölkerung, ähnlich wie einhundert Jahre zuvor unter Nikolaus Gülich, zu ständigen Unruhen führte. Es war der ideale Zeitpunkt für den Einmarsch der französischen Revolutionstruppen und das Ende der selbstherrlichen Stadtverwaltung.

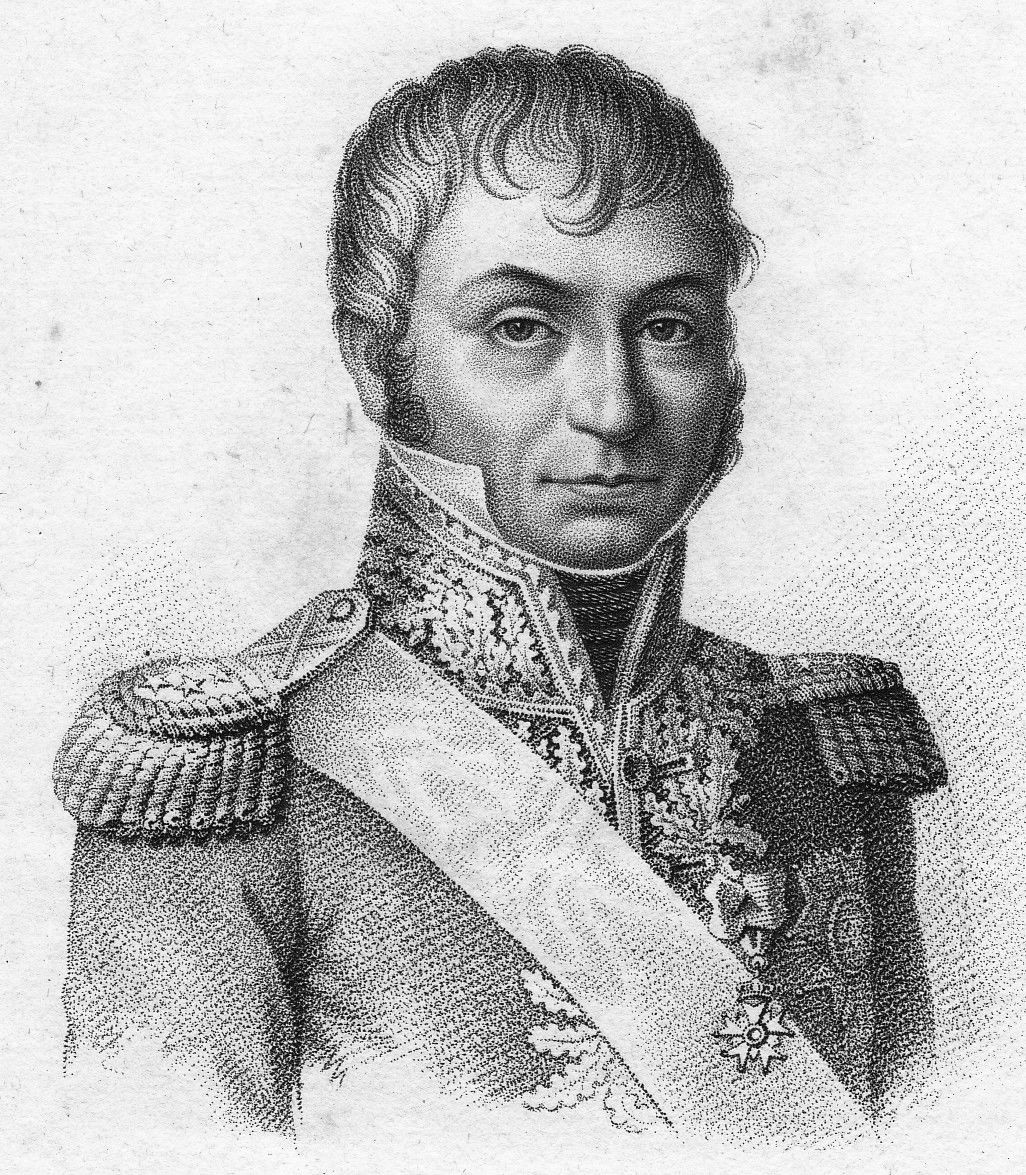
Graf Jourdan

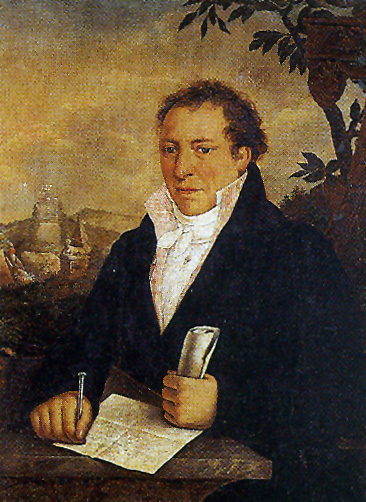
Nikolaus DuMont, amtierte 1795 als letzter gewählter Bürgermeister

### Stadtverwaltung und Besatzer
Als im Sommer des Jahres 1794 französische Truppen der Armée de Sambre-et-Meuse unter Jean-Baptiste Jourdan schon weit auf linksrheinischem Gebiet vorgedrungen waren und unaufhaltsam weiteres Gelände gewannen, zogen sich die deutschen kaiserlichen Verbände unter dem österreichischen General Clerfait, sowie ein diesem unterstehendes Kontingent Kölner Stadtsoldaten von Riehl über die „fliegende“ Vorgängerin der Mülheimer Schiffbrücke auf die rechte Rheinseite zurück.
Am 6. Oktober 1794 versuchte eine Kölner Delegation unter Bürgermeister Reiner Josef Klespé und Nikolaus DuMont mit weiterem Gefolge durch das Angebot einer kampflosen Übergabe Kölns die Franzosen gnädig zu stimmen. Einer über die Aachener Straße einrückenden französischen Abordnung unter General Jean-Étienne Championnet übergaben sie am Schlagbaum des Hahnentores symbolisch die Stadtschlüssel, worauf im weiteren Tagesverlauf die Stadt erstmals nach 900 Jahren von feindlichen Truppen besetzt wurde.
Zu versorgen waren innerhalb weniger Tage (und auf unbestimmte Zeit) etwa 12.000 Soldaten, die einquartiert und verpflegt werden mussten. Auch wenn der Volksrepräsentant René Mathurin Gillet in einer Proklamation vom 8. Oktober 1794 verkündet hatte, dass Frankreich Gesetze und Gebräuche Kölns sowie das Eigentum der Bürger schützen wolle, wurde wenig später anders verfahren. Am Tag nach Gillets Aufruf wurde auf dem Neumarkt ein mit Fahnen und einer Jakobinermütze geschmückter Freiheitsbaum aufgestellt. Vorerst blieb die bisherige Verwaltung der Stadt durch die französischen Militärs unangetastet. Man stellte ihr einen aus acht Kölnern und vier Franzosen gebildeten Ausschuss zur Seite, der die Durchführung französischer Anordnungen überwachen und antirevolutionäre Verschwörungen aufdecken sollte.
Gegen die der Stadt auferlegten Kontributionen oder gegen die dann einsetzende Beschlagnahme von Gebäuden und Kunstwerken hatte man jedoch keine Möglichkeit der Auflehnung, sie mussten hingenommen werden. Diese für die Stadt perspektivlose Zeit sollte drei Jahre andauern.

### Munizipalverwaltung
Noch im September 1795 hatte Bürgermeister DuMont den Wohlfahrtsausschuss um die Aufrechterhaltung der Kölner Verfassung gebeten, dessen Einflussmöglichkeit jedoch im Folgemonat mit seiner Abschaffung endete. Im Jahr 1796 wurde der Rat der Stadt wegen unterstellter Unfähigkeit, insbesondere wegen ständig verzögerter Kontributionszahlungen, von der französischen Regierung aufgelöst und vorübergehend durch eine Munizipalverwaltung nach französischem Beispiel ersetzt, eine Maßnahme, die aber schon nach einem Jahr durch General Lazare Hoche wieder revidiert wurde. Der dann kurzzeitig wieder eingesetzte reichsstädtische Rat wurde jedoch auf Drängen der in Bonn angesiedelten Militärkommission (mit Unterstützung einer Kölner „Antipatrizierbewegung“) endgültig im September 1797 abgeschafft. Seine Funktionen übernahm ein provisorischer 13-köpfiger Magistrat. Am 23. Januar 1798 wurde die französische Gesetzgebung und Verwaltung in Köln eingeführt.

#### Rathaus unter französischer Hoheit

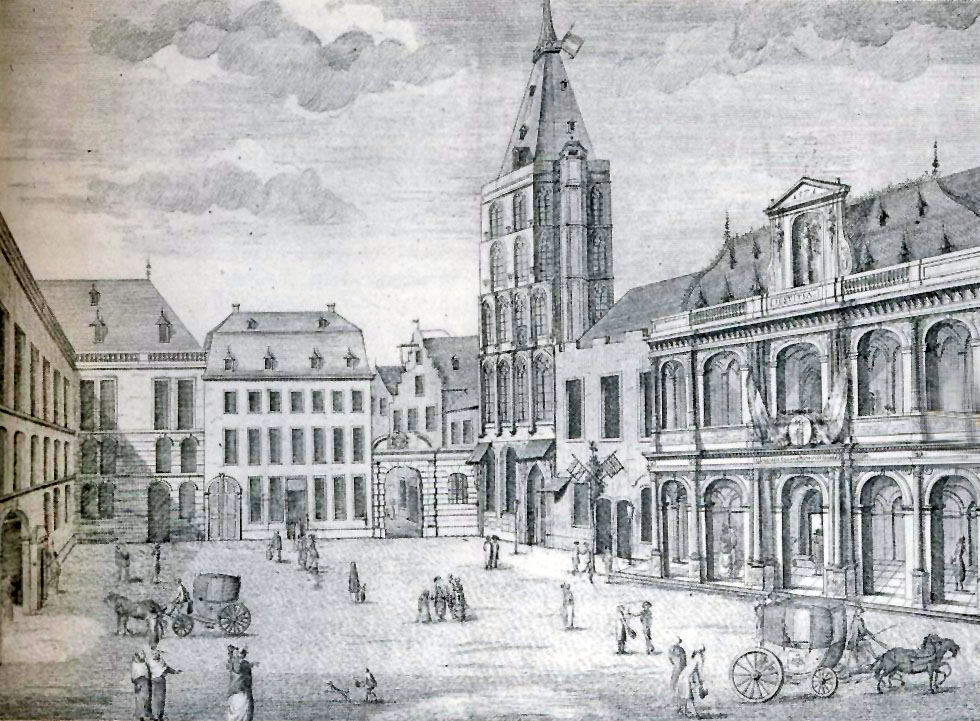
Rathaus mit den Emblemen der Französischen Republik

Kurz nach der Stadtübernahme der Franzosen, noch im Jahr 1794, wurde die als schadhaft erkannte Turmgalerie entfernt. Die als technische Leistung hervorgehobene Arbeit, bei der mit Winden der Helm angehoben worden war, um das brüchige Mauerwerk zu entfernen, wurde unter der Leitung des Stadtbaumeisters Peter Schmitz durchgeführt.
1798 entfernte man alten Wandschmuck des Senatssaales und ersetzte ihn durch Grisaillemalerei auf Leinwand, die von dem Künstler Josef Hoffmanns, einem späteren Günstling Goethes geschaffen worden waren.
Ebenfalls um das Jahr 1798 wurde die Einrichtung des Magistratssaales renoviert, wobei die Dekoration durch den Kölner Maler „Seyfried“ gestaltet wurde. An den Wänden waren schwarze Tafeln angebracht worden, die die Texte der Menschenrechte enthielten. Sie wurden ergänzt durch die aufgestellten Büsten Voltaires und Rousseaus.
Der Hansasaal diente später als Gerichtssaal, die Prophetenkammer als Sekretariat, der Muschelsaal wurde zum „Mairie-Saal“, in dem die Sitzungen des Gemeinderates stattfanden. Der „Spanische Bau“ diente als Sitz verschiedener Gerichte.
Alle Rathausgebäude waren in den Besitz des französischen Staates übergegangen, wurden jedoch durch kaiserliches Dekret im April des Jahres 1811 der Stadt zurückgegeben.

#### Amtsträger der Übergangszeit
Schon Nikolaus DuMont hatte eine bedeutende Rolle als hoher Amtsträger der Stadt und erhielt später im Département eine neue Aufgabe. Ebenso konnte der Freiherr Franz Jakob von Hilgers (1745–1821) noch unter der neuen Herrschaft amtieren. Hilgers war mehrmals Bürgermeister der Reichsstadt, hatte in dieser Zeit aber liberale Ansichten vertreten, die zu dem so genannten Kölner Toleranzstreit geführt hatten, weil er sich vehement für mehr Rechte der Protestanten einsetzte. Maximilian von Kempis (1757–1823) schied 1793 wegen Differenzen mit dem Kurfürsten Max Franz (wegen unterschiedlicher Ansichten bezüglich der Neutralität der Reichsstadt Köln) aus dessen Diensten aus und wurde in Köln Mitglied in der von den Franzosen eingesetzten Bezirksverwaltung. 1795 war er für sechs Monate als Mitglied der Zentralverwaltung des Départements in Aachen tätig und wurde anschließend bis zum Juni 1796 Mitglied der Munizipalverwaltung in Köln.

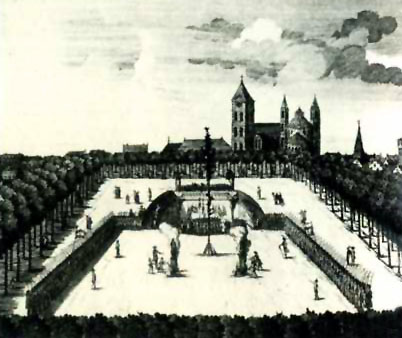
Freiheitsbaum auf dem Neumarkt. Im Hintergrund St. Aposteln und die 1802 aufgehobene Klosterkirche St. Gertrud
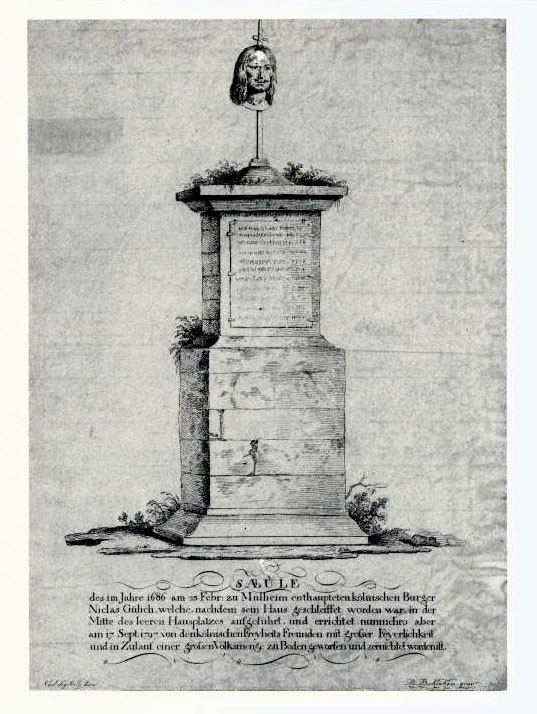
Gülich Schandsäule, die von 1686 bis 1797 zur Abschreckung der Bürger aufgestellt war
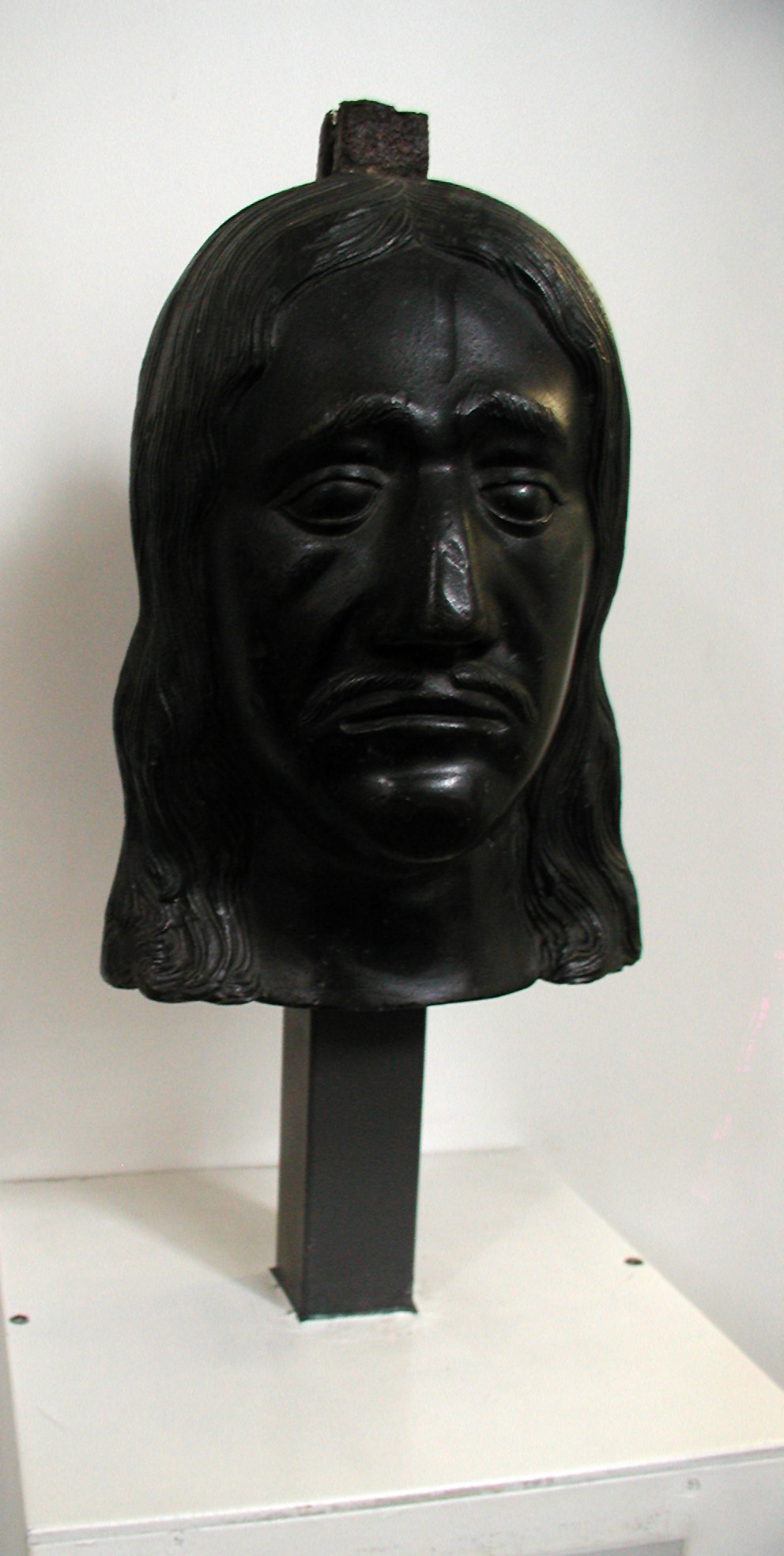
Erhaltener Kopf des Denkmals, um 1686 (Zeughaus Köln)
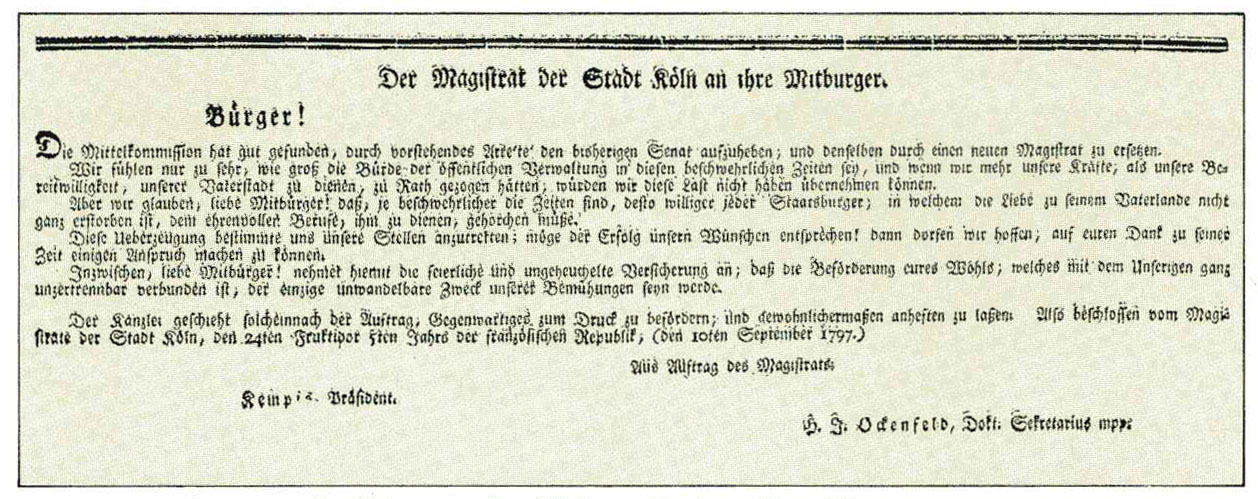
Aufruf des Magistratspräsidenten von Kempis

Im Jahr 1797 wurde er zum Präsidenten des provisorischen Magistrates ernannt und veröffentlichte in dieser Funktion am 10. September 1797 einen Aufruf an die Kölner Bürger, in dem er seine Loyalität zur Stadt beteuerte. Nach der wenig später folgenden Errichtung eines Freiheitsbaumes und der Zerstörung der Schandsäule des Nikolaus Gülich trat er aus Protest von seinem Amt zurück. Dennoch erhielt von Kempis später erneut ein Amt in Aachen.
Peter Joseph Zurhoven (geb. um 1750) wurde nach einem Studium der Rechtswissenschaft an der Universität Göttingen 1785 außerordentlicher Professor an der Universität zu Köln. Er wurde 1797–1798 zum Magistratspräsidenten ernannt.
| Amtszeiten                    | Name                                                     | Anmerkungen zur Amtstätigkeit                                          |
| ----------------------------- | -------------------------------------------------------- | ---------------------------------------------------------------------- |
| Mai 1796 – März 1797          | Johann Jakob von Wittgenstein                            | Präsident der Munizipalverwaltung                                      |
| März – Juni 1797              | Johann Jakob von Wittgenstein, Heinrich Josef von Groote | Bürgermeister                                                          |
| Juni – September 1797         | Franz Jakob von Hilgers                                  | Bürgermeister                                                          |
| Juni – Juli 1797              | Johann Arnold Theodor von Stadtlohn                      | Bürgermeister                                                          |
| Juli – September 1797         | Goswin von Heinsberg                                     | Bürgermeister                                                          |
| September 1797                | Max von Kempis                                           | Präsident des Magistrats und Verfasser des Aufrufs an die Bürgerschaft |
| September 1797 – April 1798   | Peter Josef Zurhoven                                     | Präsident des Magistrats                                               |
| April – Dezember 1798         | Johann Baptist Fuchs                                     | Präsident der Munizipalität                                            |
| Dezember 1798 – Dezember 1800 | Gerhard Engelbert Simons                                 | Präsident der Munizipalität                                            |
| Quellverweis                  |                                                          |                                                                        |

### Abkehr von mittelalterlichen Strukturen
In den ersten „französischen“ Jahren erlebte die Stadt einen radikalen Umbruch hinsichtlich ihrer Verfassung und Verwaltung. Der Rat, die Gaffeln und Zünfte wurden aufgehoben, die Kaufleute konnten jedoch einen Handelsvorstand gründen (1797). Ebenso erging es den Gerichten, den höheren Schulen, der alten über 400 Jahre bestehenden Universität, die durch Dekret (1798) wie auch in Frankreich geschlossen wurde und den meisten kirchlichen Gemeinschaften. Klar gegliederte Behörden übernahmen einen sich in undurchschaubaren Kompetenzbereichen verlierenden Beamtenapparat. Eingeführt wurde beispielsweise ein jährlich für die Stadt neu aufzustellender Haushaltsplan, ein Novum für die damalige Verwaltung. Nach der Einführung eines Zivilstandsregisters (es ersetzte 1798 die Kirchenbücher) waren es nicht mehr die Pfarrbezirke, die Geburt, Heirat, Scheidung oder den Tod einer Person registrierten, sondern die Zivilstandsverwaltungen als Vorläufer der später eingeführten Standesämter. Rechtsprechung und Verwaltung waren nun strikt voneinander getrennt.
Wie in anderen von der Revolution betroffenen Regionen hielt auch in Köln der Kult der Vernunft Einzug. Er verstand sich neben anderen durchaus respektierten Glaubensformen als der religiöse Anteil einer politischen Kultur, deren Ziel es war, eine Mehrheit in der Gesellschaft zu erreichen. Den Anhängern dieser Bewegung diente von 1794 bis 1796 die bisherige Jesuitenkirche als Tempel für die Göttin der Vernunft. Zum Zweck der Schuldentilgung an den französischen Staat wurden die Gebäude und Güter des Jesuitenkollegs 1797 versteigert und wurden so nach kurzer Pachtdauer 1798 Eigentum des Kölners Laurenz Fürth, der sie damit vor dem Abbruch bewahrte.
Die Konfessionen waren gleichgestellt worden und Protestanten konnten das Kölner Bürgerrecht erhalten (1797).

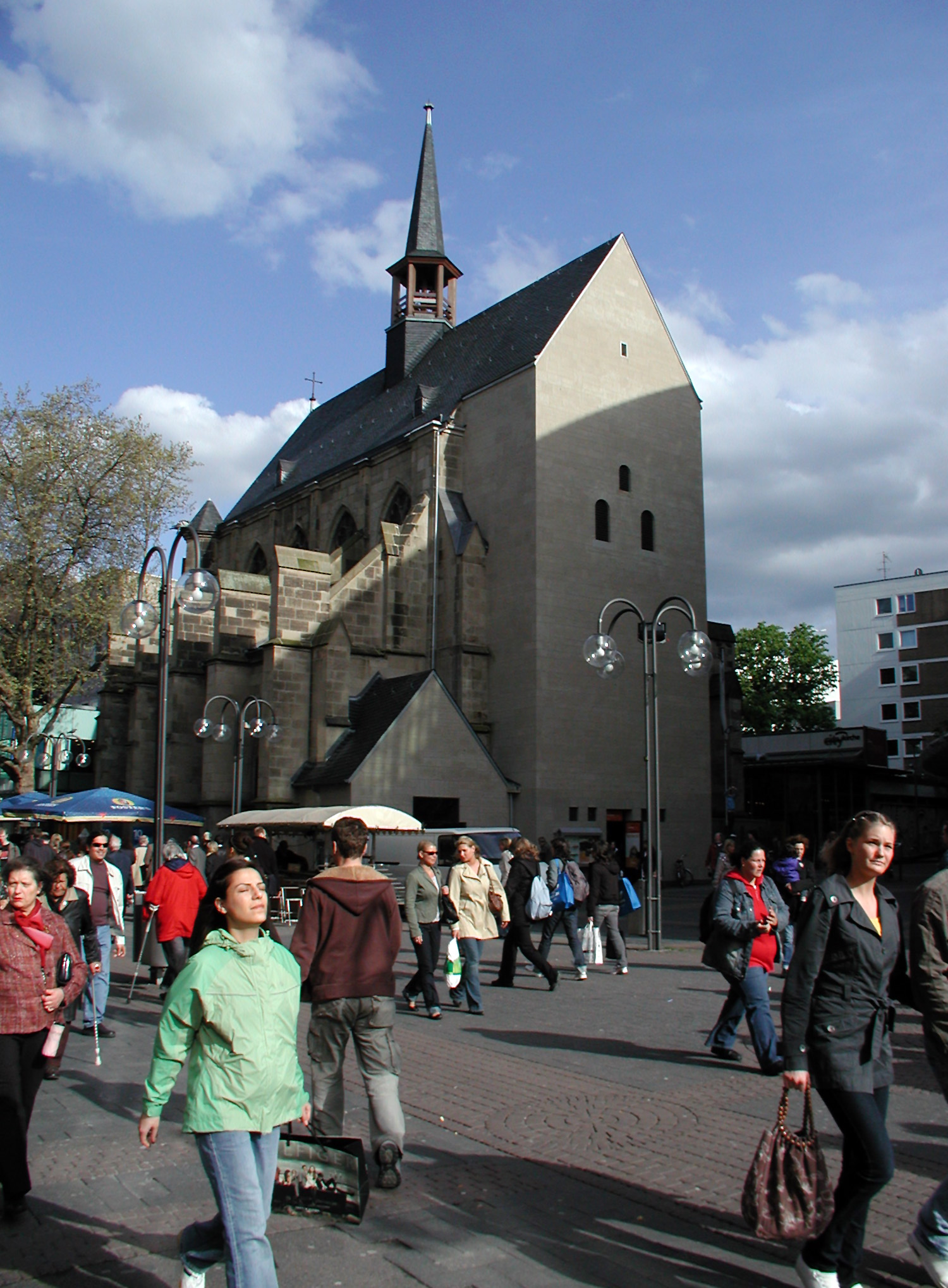
Die heutige Antoniterkirche wurde zur ersten evangelischen Kirche Kölns
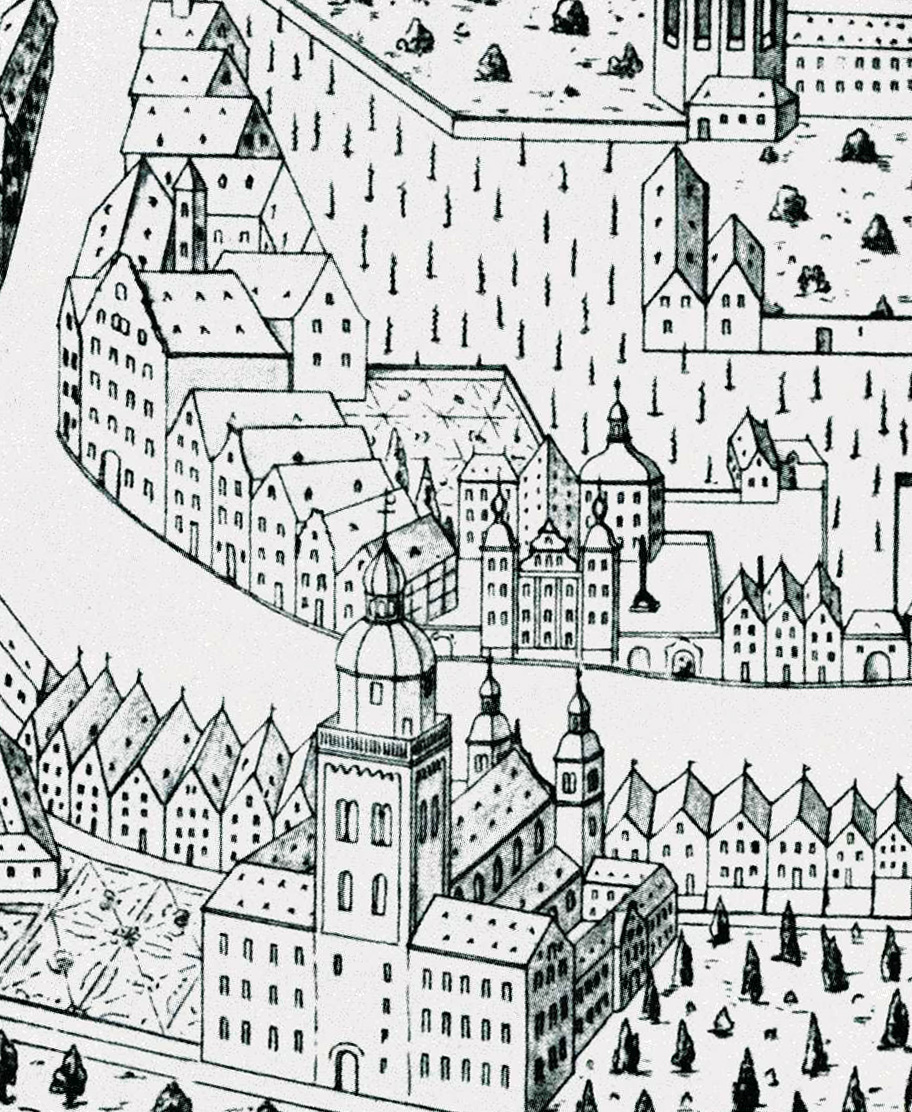
Die 1678 vollendete Jesuitenkirche um 1702. Sie wurde unter den Franzosen zum „Tempel der Vernunft“
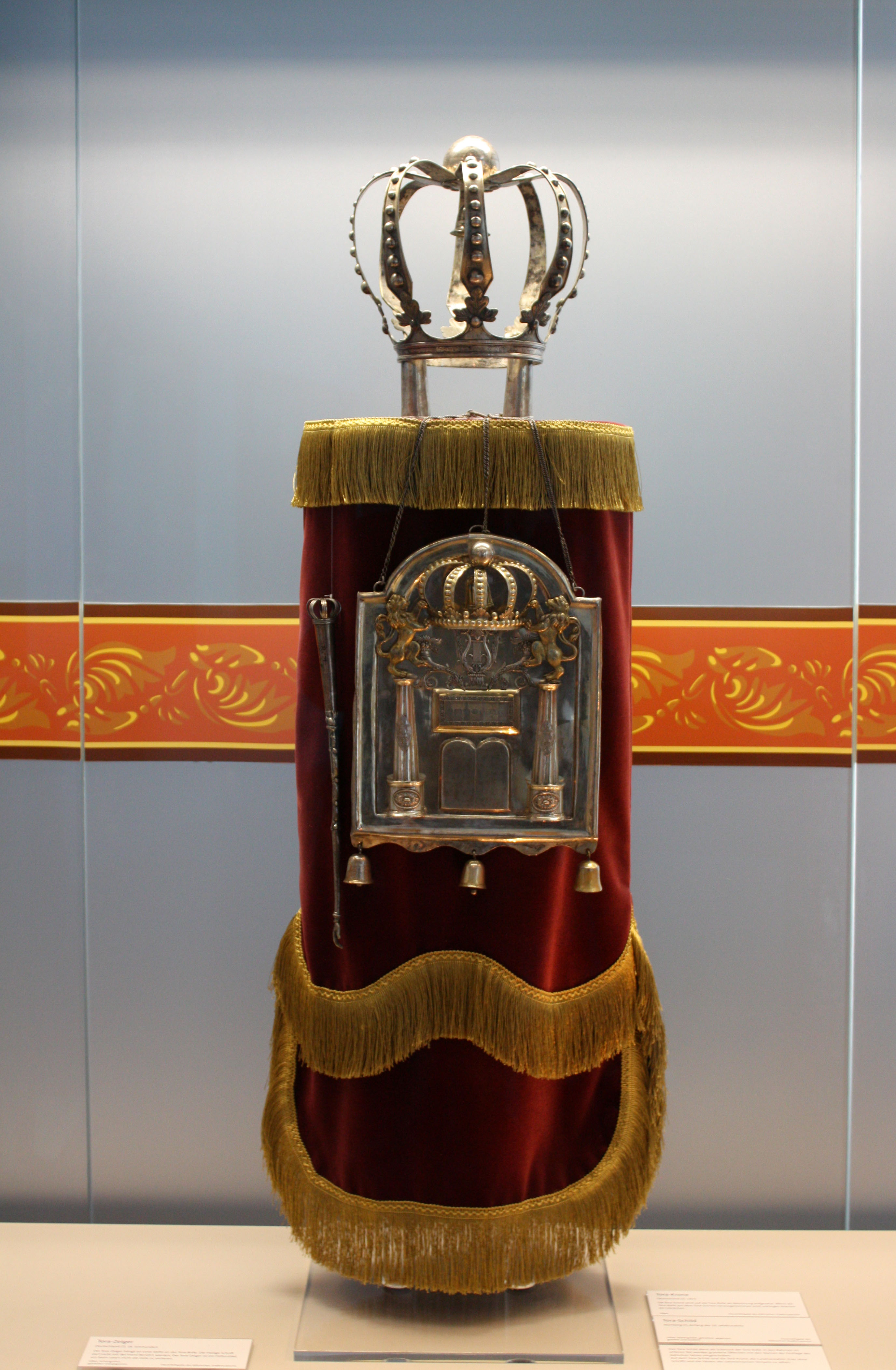
Torakrone und Schild, Anfang 19. Jahrhundert (Dauerleihgabe des Zeughausmuseums an das RLM Bonn)

Die Aufhebung des Antoniterklosters, einer seit dem Ende des 13. Jahrhunderts in Köln ansässigen Niederlassung des Antoniter-Ordens, erfolgte im Jahr 1802. Durch Dekret des Präfekten wurde am 29. Juni des gleichen Jahres die Kirche des Ordens mit einem Teil der Klosteranlage den Protestanten, deren Gemeinde sich in Köln sowohl aus Lutheranern wie auch aus Reformierten zusammensetzte, zur gemeinsamen Nutzung überwiesen. Unter Wallrafs Leitung wurden eigens für die Form des protestantischen Gottesdienstes bauliche Veränderungen vorgenommen. Es wurden von den je drei inneren Seitenpfeilern zwei abgetragen, sodass nur die beiden Mittelpfeiler stehen blieben. Die Kanzel erhielt in der Mitte des Chorpolygons ihren Platz, die Seitenschiffe erhielten Emporen und in einem an der Westseite anschließenden Anbau wurde eine Orgel eingebaut. Der zu dieser Zeit als baufällig eingestufte Dachreiter wurde entfernt und durch ein kleines, mit einer Kuppel bekröntes Türmchen ersetzt. Die Einweihung der umgebauten Kirche fand am 19. Mai 1805 statt.
Mit Josef Isaak aus Mülheim kehrte der erste Jude nach Köln zurück (1798), und als Bürger galt fortan jeder Einwohner der Stadt.
Ebenfalls im Jahr 1798 verlegte der erst 17-jährige Salomon Oppenheim junior seinen Geschäftsstandort von Bonn nach Köln. Er gehörte zu den Familien, die ab 1799 die erste Kölner Jüdische Gemeinde der Neuzeit bildeten. Oppenheim betrieb Handel mit Baumwolle, Leinen, Öl, Wein und Tabak. Sein Hauptgeschäft war jedoch das Kreditwesen. Schon 1810 führte er das nach Abraham Schaaffhausen zweitgrößte Bankhaus Kölns. Innerhalb der neuen Kölner Judengemeinde nahm Oppenheim sowohl im sozialen wie auch im politischen Leben eine herausragende Stellung ein. Ihm unterstand die Aufsicht der Gemeindeschulen, er fungierte aber auch als Delegierter seiner Kölner Gemeinde, die ihn zu einem Kongress jüdischer Notabeln nach Paris entsandte.

### Geldwirtschaft
Bereits im Oktober führten die neuen Machthaber als Ersatz des Livre auch in Köln das während der Französischen Revolution zum allgemeinen Zahlungsmittel der Republik gewordene Papiergeld, die so genannten Assignaten, ein. Das bisher kursierende Metallgeld und die Bestände der öffentlichen Kassen des besetzten Gebietes wurden eingezogen und durch das schon zu diesem Zeitpunkt inflationäre Ersatzgeld ausgetauscht. Es war nun als gesetzliches Zahlungsmittel für jedermann vorgeschrieben, und die Zuwiderhandlung wurde unter Strafe gestellt.

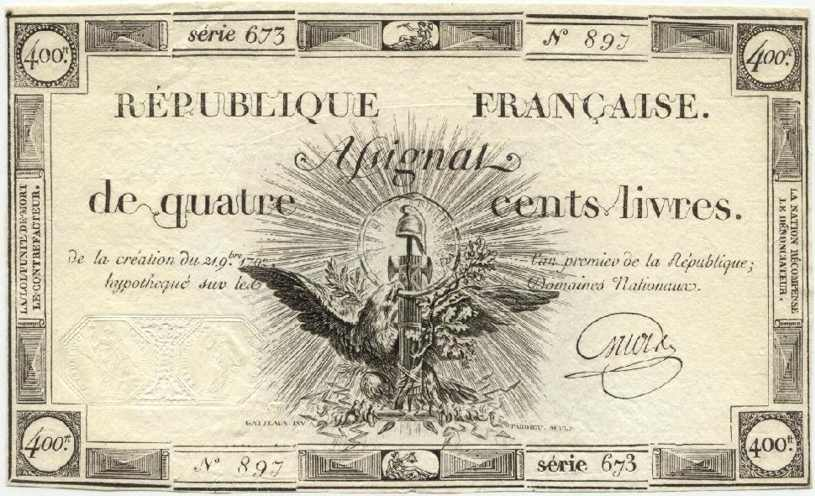
Besonders gestalteter 1. Assignat der 1. Französischen Republik vom 21. September 1792 über 400 Livres.

Nach dem totalen Wertverfall der Assignaten beschloss das Direktorium, diese zu einem Kurs von 30:1 durch mandats territoriaux zu ersetzen, die den Charakter jederzeit realisierbarer Hypotheken hatten. Der permanente Wertverlust der Ersatzwährung, den die Bürger und vor allem die Geschäftswelt nicht mehr akzeptieren wollten, führte zur Abschaffung dieses Zahlungsmittels. 1795 wurde der Franc eingeführt, der mit der im Januar 1800 von Konsul Napoléon Bonaparte geschaffenen französischen Nationalbank eine gewisse Stabilität erhielt. Dieser eingeführten Dezimalwährung folgte später eine weitere Neuerung mit der Einführung des metrischen Systems für Maße und Gewichte.

### Handel, Banken und Unternehmen

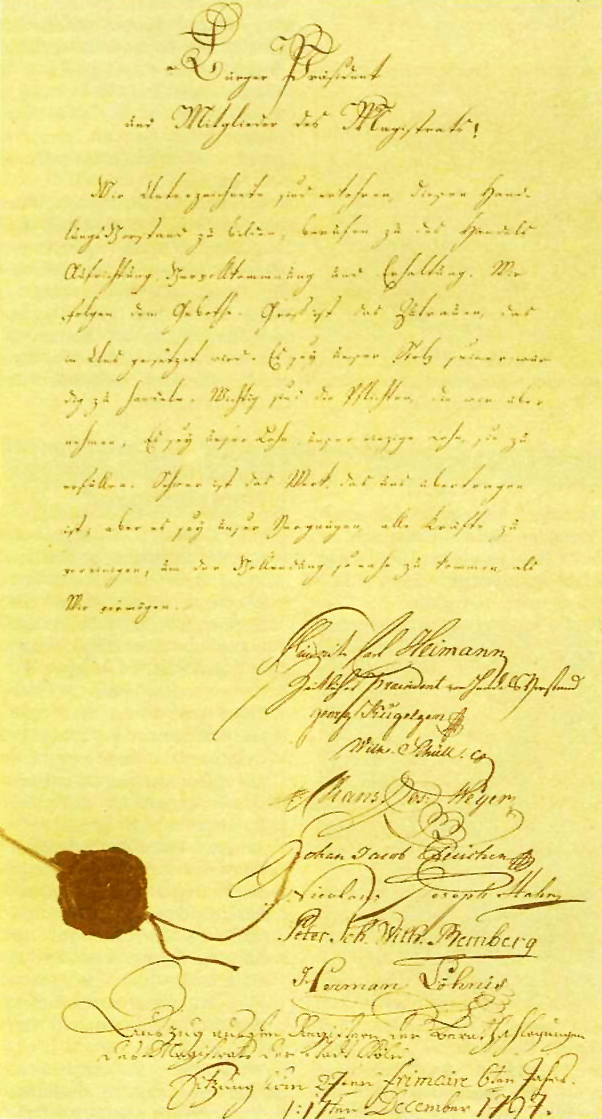
Denkschrift des Kölner Handelsvorstandes an den Magistrat der Stadt, Dezember 1797

Die Verlegung der Zolllinie an den Rhein hatte sich nur anfänglich negativ ausgewirkt, da nun die gefestigten Handelsbeziehungen zum „Rechtsrheinischen“ erschwert waren. Eine weitere Auswirkung war der einsetzende Schmuggel von Waren aller Art, der von den Bewohnern beider Rheinseiten betrieben wurde. Mit der sich bessernden wirtschaftlichen Lage ebbte der Schmuggel ab, und viele der rechtsrheinischen Unternehmen sahen ihre Perspektive in der Verlegung ihrer Produktion nach Köln. Dort hatten die Kaufleute mit ihrem Drängen auf Wiedereinführung des Stapelrechtes erneut dies Privileg erhalten, indem die Behörde das hehre Gleichheitsprinzip der Revolution umging und den Kölner Freihafen einrichtete. Köln hatte nach wie vor einen großen Anteil am rheinischen Woll- und Tuchhandel (der erste mechanische Webstuhl wurde 1755 eingeführt). Die entstandene Lücke des bis dahin von den Abteien dominierten Weinhandels füllten schnell private Kaufleute, und in einigen Bezirken der Stadt waren (wie im Blankenheimer Hof am Neumarkt 2) große französische Tabakmanufakturen entstanden. Seit der ersten Schnupftabakproduktion im Jahre 1735 durch die Manufakturen des Heinrich Joseph DuMont (Vater des späteren Bürgermeisters J. M. Nikolaus DuMont) an der Straße „In der Höhle“ und die des Herstellers Franz Foveaux in der „Bolzengasse“ war diese Ware begehrt begründete einen eigenen Wirtschaftszweig. Die größten Wirtschaftsfaktoren blieben jedoch in dieser vorindustriellen Zeit der regionale und internationale Handel und die Schifffahrt auf dem Rhein.
In Köln legten unterdessen einige Bürger den Grundstein für die Fortentwicklung der Stadt: Johann Theodor Felten war bis zu der Aufhebung der Zünfte noch Bannerherr der Kölner Seiler (und damit auch Ratsherr). Aufgrund der Eigenständigkeit in der Rohstoffbeschaffung entwickelte sich Feltens Betrieb zum Marktführer der Region und wuchs in späterer Zeit zu einem international agierenden Konzern heran. Der spätere Maler, Kunstsammler und Schriftsteller Matthias Joseph de Noël übernahm 1803, nach seiner Rückkehr aus Paris, in Köln das Handelshaus seiner Eltern. Wilhelm Mülhens, der aus Troisdorf zugezogene spätere Fabrikant des Kölnisch Wassers, hatte die Geschäftsidee seines Lebens und schuf aus der von den Franzosen vergebenen Hausnummer 4711 den Namen einer Weltmarke. Der aus Mülheim stammende Peter Heinrich Merkems (späterer Begründer des Vorläufers der Köln Düsseldorfer Dampfschifffahrtgesellschaft), der anfänglich Gewürz- und Weinhandel betrieb und ab 1810 Mitglied der Handelskammer war, begann seine Karriere als 14-jähriger Lehrling 1791 in Köln. Er war es, der nach der „Fremdherrschaft“ maßgeblich für den freien Handel auf dem Rhein eintrat, sodass das Stapelrecht aufgehoben wurde. Salomon Oppenheim, der 1798 seinen Geschäftssitz von Bonn nach Köln verlegt hatte, war bereits 1810 einer der großen Bankiers der Stadt.

#### Handelsgericht
Zur rechtlichen Absicherung des wieder aufblühenden Handels im Departement wurde Köln am 1. April 1798 vorläufig als Sitz des Handelsgerichtes bestimmt. Alle den Handel betreffenden Rechtsangelegenheiten des Departements sollten an dieser Kammer verhandelt werden. Aus einem Kreis von Kauf- und Handelsherren, Bankiers und kleineren Gewerbetreibenden sollten gewählte Richter dann von Kommissar Rudler ernannt werden. Zum Richter dieser Kammer wurden am 13. Oktober 1798 Abraham Schaaffhausen, Peter Joseph Cassinone, Peter Bemberg, Conrad Möll und Johann David Herstatt ernannt. Möll, der seine Nominierung ablehnte, wurde durch Melchior Birkenstock ersetzt. Zum 4. März 1799 nahm das Gericht unter dem von ihm selbst gewählten Präsidenten Schaafhausen seine Arbeit auf.
Stellvertreter (Suppleanten) waren Melchior Birkenstock, D.E.Kern, Ludwig Foveaux und Heinrich Joseph Weyer.
Das Handelsgericht, das 1798 als Provisorium eingerichtet worden war, wurde in der Gerichtsreform des Jahres 1802 bestätigt. Mit der Einführung eines Handelsgesetzbuches wurden auch die Handelsgerichte reorganisiert, die neuen Bestimmungen traten im Roerdepartement ab dem 6. Oktober 1809 in Kraft.
Das Gericht setzte sich aus einem Präsidenten, vier Richtern und vier Beisitzern zusammen. Ihnen zu Diensten standen ein vom Kaiser ernannter Gerichtsschreiber und zwei Gerichtsdiener. Der Zuständigkeitsbereich der Kammer entsprach dem der Instanzgerichte. Die Richter und Beisitzer wurden von den Notabeln der Kaufmannschaft gewählt, die sie wiederum aus ihren Kreisen, den angesehensten Familien der Kölner Kaufleute, aussuchten. Eine Auflistung der Gewählten wurde durch den Aachener Präfekten zur Genehmigung nach Paris übersandt.
Verhandelt wurden Streitsachen, in die Personen oder Firmen des Handelswesens sowie der in dieses durch Finanzierungen involvierten Bankiers verwickelt waren. Das Gericht urteilte bis zu einem Streitwert von 1000 Francs und verwies Berufungen an den Appellationshof in Lüttich. Am 10. August 1810 wurde das Kölner Handelsgericht mit einer fast vollständig neuen Besetzung tätig.
Sie bestand aus dem Präsidenten Eberhard Caspar Schull und den Richtern Jacob Lyversberg, Hermann Loehnis, Peter Engelbert Ludwigs und Ludwig van den Westen.
Als Stellvertreter wurden Heinrich Foveaux, Jakob Goedecke, Peter Hahn und Thomas Jakob Tosetti bestimmt.

### Bildung, Sprache
Das Vorhaben, die Bevölkerung der Departements auch durch die Einführung der französischen Sprache in den Staat zu integrieren, sollte schrittweise erfolgen. Dazu erließ Rudler 1798 eine Verordnung, mit der Französisch als alleinige Amtssprache vorgeschrieben wurde, diese blieb aber auf die Dokumente der Behörden beschränkt. Der Bevölkerung die Muttersprache der Republik näherzubringen, diente auch die Forcierung des Schulausbaus. Mit ihm wurde vorhandenes Potential modernisiert und aufgestockt und schuf so die erforderlichen Bildungsvoraussetzungen für die nachwachsenden Generationen.
Schulgesetz vom 11. Floreal (1. Mai 1802)
In der Präambel des Schulgesetzes wurden die Schulausbildung und die Förderung des Geistes als die „wichtigste und vornehmste Aufgabe des Staatswesens“ bezeichnet. Der Titel 1, Artikel 1 des Gesetzes lautete wie folgt:
Der Unterricht wird erteilt
1. in den Écoles Primaires, die durch die Gemeinden eingerichtet werden,
2. in den Écoles Secondaires, die durch die Gemeinden eingerichtet und von besonderen Lehrern gehalten werden,
3. in Lyzeen und Spezialschulen, die auf Kosten des öffentlichen Schatzes unterhalten werden.

Ergänzend wurde bestimmt:
Die Lehrer werden durch die Maires und Munizipalräte gewählt, und ihre Besoldung setzt sich wie folgt zusammen:
a) Freie Unterkunft in einer von der Gemeinde zu stellenden Wohnung
b) Ein Gehalt, welches von der Munizipalität festzusetzen und von den Eltern zu zahlen ist
Das erlassene Gesetz führte jedoch noch keine Schulpflicht ein. Es war ein fortschrittlicher Ansatz zur Verbesserung des Bildungsstandes, privilegierte aber die wohlhabenden Familien. Mit dieser Gesetzesform wurde die französische Herrschaft dem in den Worten „Liberté, Egalité und Fraternité“ enthaltenen Anspruch der Revolution teilweise untreu.

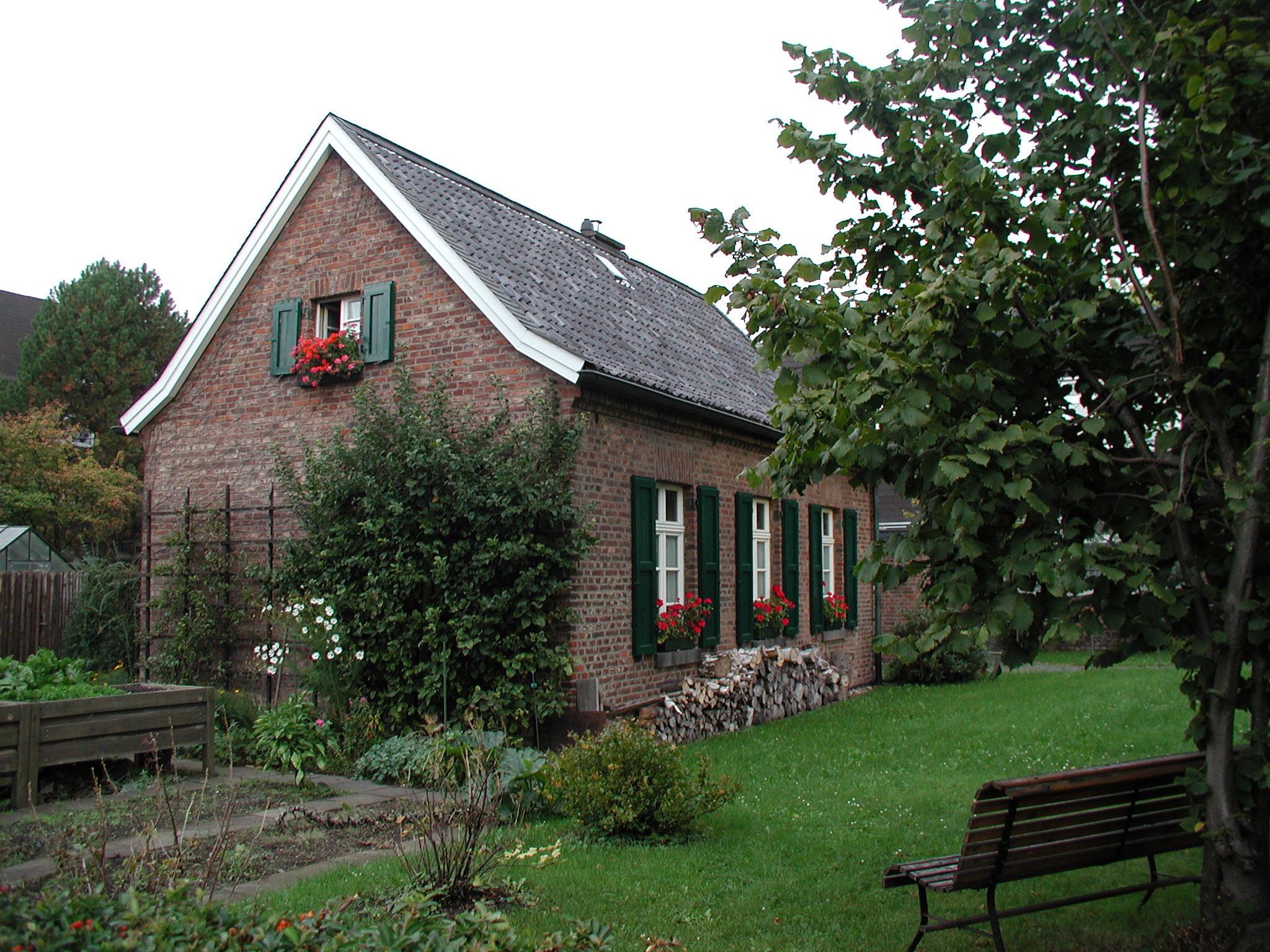
Erhaltene Zwergschule am Krieler Dömchen

In der Stadt erfolgte als Neuerung die Einrichtung der Zentralschule für die Oberstufen und Studenten. 1802 beschloss man auch die Beibehaltung der Ursulineneinrichtung für den Unterricht der weiblichen Jugend und 1809 wurde die Einrichtung des Weißfrauenklosters am Blaubach für Schulzwecke umgewandelt.
In den ländlichen Vororten blieben die schulischen Verhältnisse bis auf punktuelle Verbesserungen schlecht. Die französische Schulgesetzgebung forderte zwar die Einrichtung von Primärschulen. Die Zwergschulen sowie die Anzahl und Besoldung der Lehrer konnten bis weit in die preußische Zeit hinein treffend als „miserabel“ bezeichnet werden. Kinder des Krieler und Lindenthaler Gebietes gingen beispielsweise nach wie vor über einen Zeitraum von über 30 Jahren bis 1836 in Efferen oder Müngersdorf zur Schule.

### Gesundheitsfürsorge

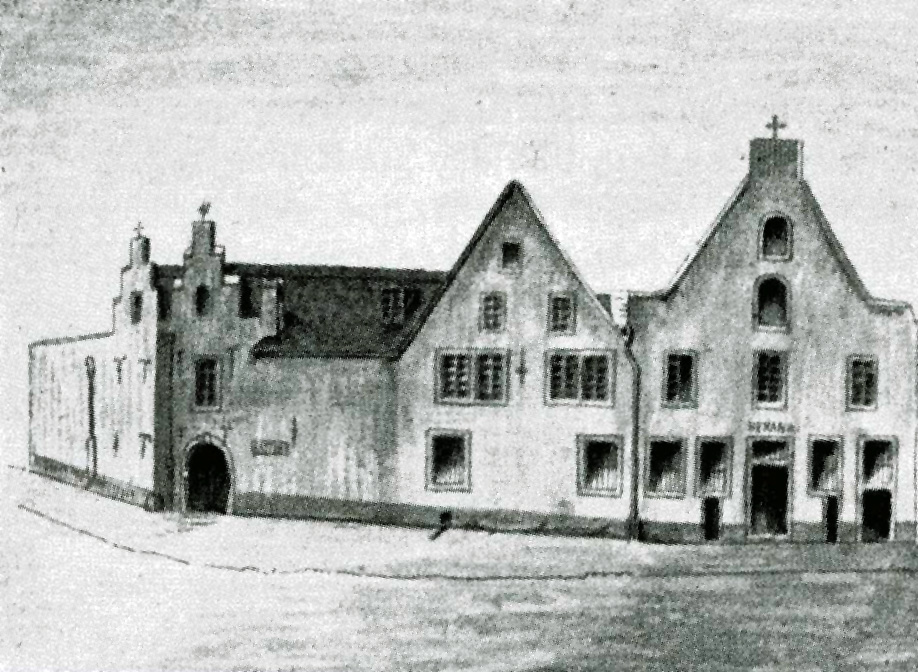
Hospital Ipperwald am Kattenbug (1844)

Dem in vielfältiger Form vorhandenen Elend der Armen abzuhelfen, hatten sich seit mittelalterlicher Zeit neben den Stiftspfarreien vor allem die kleinen von Beginen gegründeten Konvente gewidmet. Diese zumeist als Hospital bezeichneten Einrichtungen versorgten mitunter zwar auch Kranke, waren aber auch Herbergen der Pilger, fungierten als Waisenhäuser oder als Altenheime und speisten wie die „Armenbretter“ der Kirchen hungernde Menschen. Diese Formen der Wohltätigkeit finanzierten sich in der Regel durch Spenden wohlhabender Bürger, die ihre Stiftungen jedoch oft mit zweckgebundenen Auflagen verbanden. Von einem Hospital im Sinne einer medizinischen Einrichtung wurde in Köln erst spät berichtet. Waren es vordem die so genannten „Weisen Frauen“, die einer Gebärenden als Hebammen zur Seite standen, so wurde 1787 berichtet, dass eine mittellose Schwangere auf Befehl des Rates in die Einrichtung „Ipperwald“ eingewiesen wurde, in der sie im Beisein der ganzen medizinischen Fakultät durch Kaiserschnitt entbunden wurde.
Franz Peter Hendrick setzte 1791 in seinem Testament fest, dass das Erbe seiner beiden Kapitalien mit der Gesamtsumme von 2500 Talern dem Hospital Ipperwald unter der Bedingung zukommen solle, wenn hierfür in deren Einrichtung ein spezielles „Krankenspital“ eingerichtet werde. Würde diese Bedingung nicht binnen einer Frist von vier Jahren erfolgen, fiele die genannte Summe den Hausarmen der Pfarre St. Alban zu. Die Vorgaben des Erblassers wurden erfüllt, und Ipperwald sollte in späterer Zeit von dieser Investition profitieren.
Diese Zustände veranschaulichen in etwa den Stand der städtischen Gesundheitsfürsorge, auf dem sie sich zum Zeitpunkt der französischen Besetzung befand.
| Ersterwähnung | Bezeichnung, Ort, Straße                                                                               | Anmerkungen zur Entwicklung |
| ------------- | --- | --- |
| um 1056       | Hospital Hl. Geist, Domhof                                                                             | Das Hl. Geisthaus unterstand wahrscheinlich dem Domstift, 1802 Aufhebung und spätere Niederlegung zum Bau des Domhotels. |
| 1142          | Hospital St. Brigiden, Alter Markt                                                                     | Das Hospital (ante porticum St. Martini), einst gestiftet für arme Kranke der Pfarrei, wurde 1807 veräußert und sein Besitz der Verwaltung der bürgerlichen Spitäler überwiesen. |
| 1163/68       | Hospital St. Heribert, Schmierstraße (Komödienstraße)                                                  | Das Hospital mit der Kapelle St. Heribert war dem Stift St. Andreas unterstellt. In französischer Zeit der Armenverwaltung überwiesen. |
| um 965        | Hospital St. Quirinus, Waisenhausgasse/Martinsfeld                                                     | Hospital des Stiftes St. Pantaleon. Die Kapelle der Einrichtung wurde 1802 geschlossen, alle Gebäude fielen an die Armenverwaltung, die diese dann als den so genannten Quirinuskonvent unterhielt. |
| 1218          | Deutschorden Hospital, Severinstraße                                                                   | St. Katharina |
| 1251          | Hospital St. Georg, Waidmarkt                                                                          | Hospital und Konvent |
| 1259          | Hospital St. Maria Magdalena und St. Alexius, Quintinstraße, heutige Steinfelder Gasse                 | Das dem Stift St. Gereon unterstehende Hospital überdauerte die französische Zeit, es wurde der Armenverwaltung unterstellt. |
| 1288          | Hospital Hl. Kreuz, Breite Straße                                                                      | Unter dem Kanoniker Hermann von St. Gereon als Stiftung entstanden. Die im 17. Jahrhundert vergrößerte Anlage überdauerte die Franzosenzeit. Sie wurde 1866 verkauft und im Folgejahr abgebrochen. |
| 1299          | Hospital St. Maria im Kapitol, Malzbüchel                                                              | Das Hospital diente vorwiegend älteren Dienstboten des Marienstiftes und wurde von den das Obergeschoss bewohnenden Beginen betrieben. Das Hospital wurde in der Franzosenzeit der Armenverwaltung überwiesen. |
| 1308/09       | Hospital St. Agnes (auch Agnetenstift genannt), Mittelstraße/Gertrudenstraße/Neumarkt                  | Die neben dem Stift St. Aposteln gelegene Einrichtung für 50 „Hausarme“ wurde von der französischen Behörde der städtischen Armenverwaltung überwiesen. Die zum Hospital gehörende Kapelle wurde zu einer Wachstube des Militärs umgewandelt. |
| 1323          | Hospital Hof Ipperwald, Kattenbug                                                                      | Das Hospital für arme Pilgrime wurde um 1807/08 zu einer Hebammenlehranstalt umgewandelt (1888 abgebrochen). |
| 1396          | Hospital Ertzelbach, Aachener- oder (eventuell) Breite Straße                                          | Stifter Peter von der Hellen. Pilgerhospital unter der Leitung von St. Johann Baptist. |
| 1417/19       | Hospital „Zur Porzen“, auch „zo der weyder Duyr“ genannt, Severinstraße zwischen Waidmarkt und St. Jan | Das Hospital wurde im Zusammenhang mit einer Stiftung des Kölner Bürgermeisters Lambert van Duren erstmals genannt. Stifter Peter Koylgin versah das Hospital mit einer Kapelle. 1474 Neubau, 1603 erneuter Neubau der St.-Laurentius-Kapelle, die die Bürgermeister Beyweg und Lyskirchen stifteten. Das Hospital wurde 1797 aufgehoben und 1807 an die Verwaltung der bürgerlichen Spitäler überwiesen. |
| 1427/28       | Hospital Wevelkoven oder St. Revilien, Stolkgasse                                                      | Stifter Daem von Loeven. 1462/65 wurde die Einrichtung mit einer Abteilung für Wahnsinnige durch den Nachlass des Kölners Johann Rinck erweitert. Die Immobilie wurde von der französischen Verwaltung an den Kölner Peter Sürth veräußert. |
| Quellen       | | |

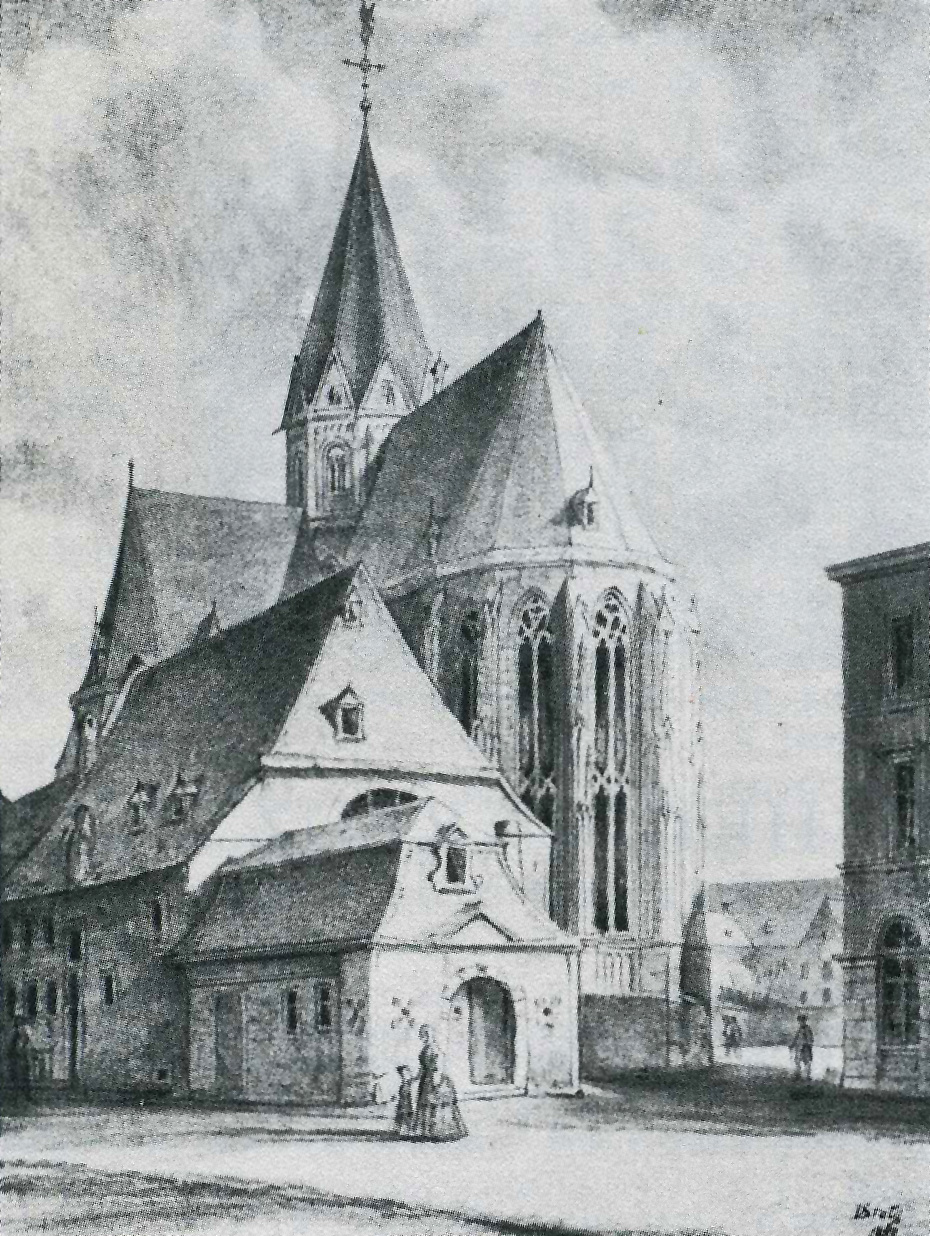
Hospital Heribert vor St. Andreas (1840)
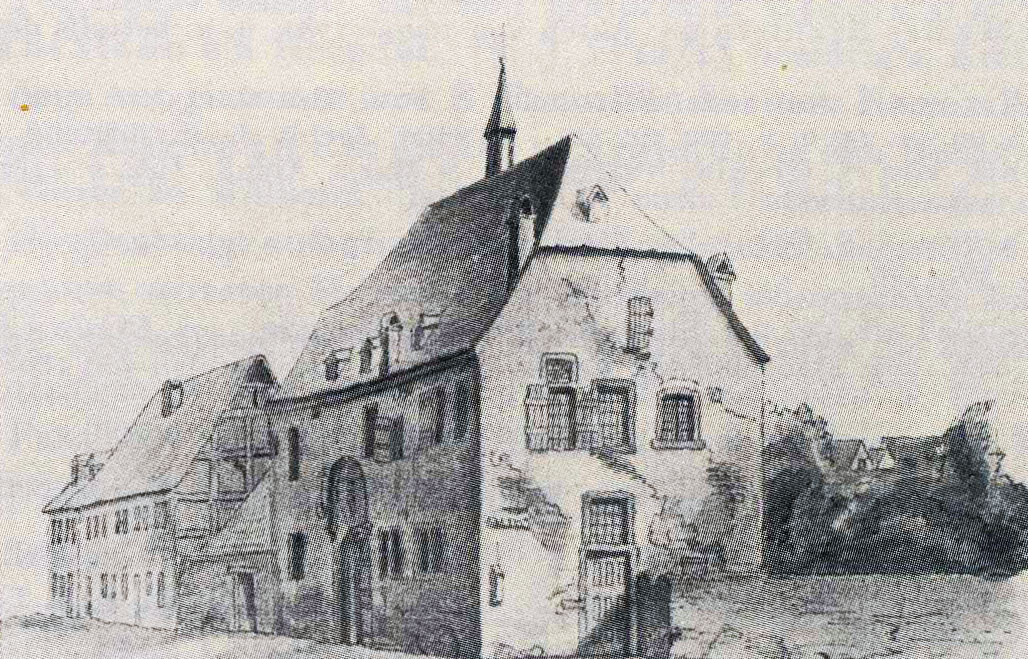
Hospital St. Quirinus, Waisenhausgasse (1844)
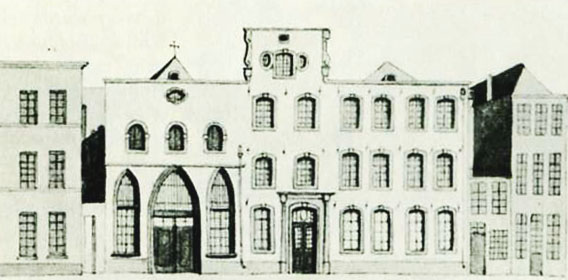
Hospital Hl. Geist (auch Heiliggeisthaus) Köln, Domhof vor 1840

Erste Lazarett- und Spitaleinrichtungen

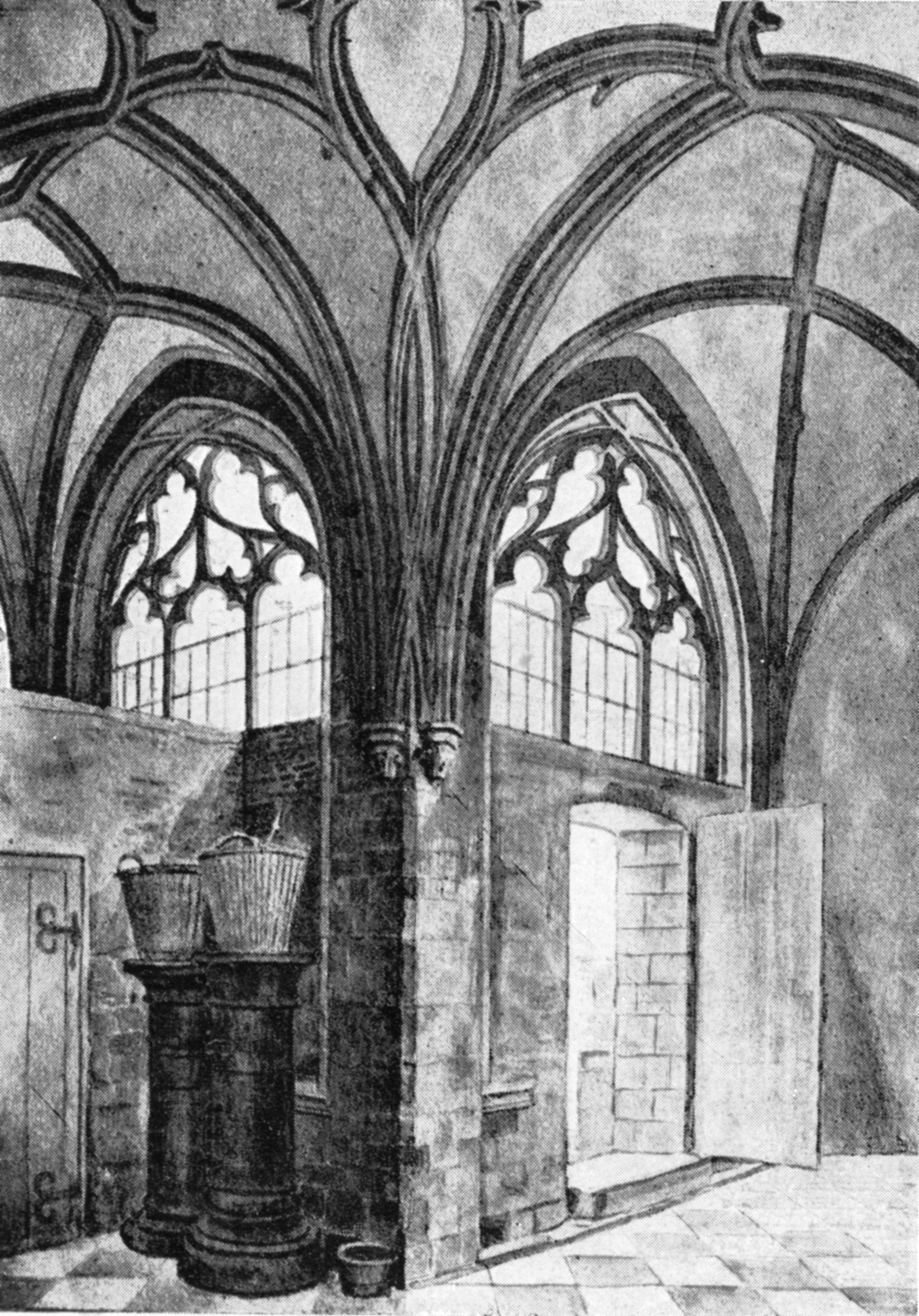
Winkel des großen Kreuzgangs der Kölner Kartause um 1840, Zeichnung von Johann-Peter Weyer

Mit der französischen Übernahme der Stadt begann schon bald auch eine Neustrukturierung des unübersichtlichen Hospitalwesens. Kriegsbedingt erfolgte die Einrichtung eines bisher nicht notwendig gewesenen Lazarettes. Zu diesem Zweck wurde kurz nach dem Einmarsch der Franzosen die Kölner Kartause und die Einrichtung des in der Nähe gelegenen Hospitals „Zur weiten Tür“ beschlagnahmt. Hierbei hatte sich das Kartäuserkloster aufgrund seiner deutlich von der Außenwelt abgetrennten Klausurbauten den Militärs auch aus hygienischen Gründen empfohlen. Die Leitung dieses ersten Lazarettes, in dem Chirurgie und Wundbehandlung neben der Versorgung von Patienten mit „normalen“ Erkrankungen Alltag waren, übernahm im Oktober 1794 bis zur Auflösung des Lazarettes 1801 Professor Best von der Kölner Universität. Es unterstand zwar noch nicht der Zivilverwaltung, war aber ein erstes Krankenhaus im eigentlichen Sinn.
Zu den Folgen der im Juli 1798 in den rheinischen Départements erlassenen neuen Gesetzesverordnungen gehörten die in Köln 1799 eingerichtete Hospizien-Kommission und das Wohltätigkeitsbüro. Dies zwang die städtische Verwaltung, ihren Wust von sozialen Einrichtungen in diese Kommissionen zu integrieren, was anfänglich zu Rivalitäten der beiden Organisationen führte.
Nach der Schließung der alten Gymnasien und der Universität im Jahr 1798 trat um 1800 als Nachfolger die Zentralschule (eine Mischung aus Oberschule und Universität). Diese führte ihre Lehrtätigkeit im Bereich der klinischen Medizin in einer speziellen Abteilung des Hauses Ipperwald fort. Das Haus Ipperwald war eine recht kleine Einrichtung mit einem Belegpotential von zwölf Betten, die vorerst der Hebammenausbildung diente und in späterer Zeit (1809) zur Lehranstalt für Geburtshilfe avancierte.

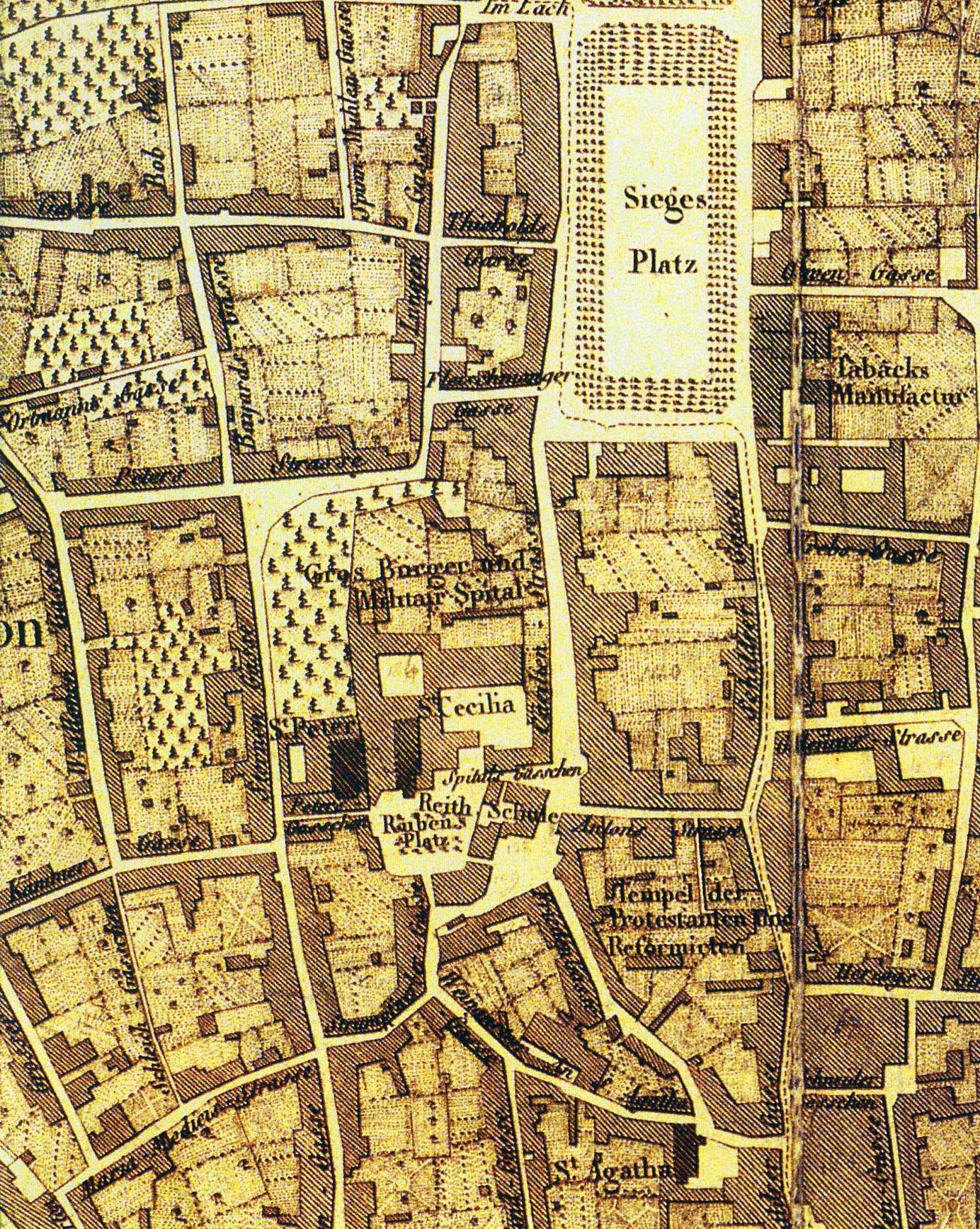
Neumarkt (Siegesplatz) und südöstliches Stadtgebiet um 1815

1801 war das Lazarettwesen mit der zivilen Krankenfürsorge vereint worden. Das Lazarett der Kartause war geschlossen, seine Patienten waren auf zivile Einrichtungen verteilt worden. Der Wundarzt Gottfried Joseph Brach wurde für die dann in zivilen Einrichtungen untergebrachten kranken Soldaten zum „officier de santé“ ernannt.
Mit zunehmender Säkularisation schuf sich der Staat den endgültigen Zugriff auf die Immobilien der Geistlichkeit. Nun waren die Möglichkeiten langfristiger Planungen gegeben, eine räumliche Verbesserung im Hospitalwesen durchzuführen. Die Stadt selbst brachte den Vorschlag ein, die aufgehobenen Klöster St. Cäcilien und das diesem nördlich vorgelagerte kleinere St. Michael, zu einer großen Hospitalanlage umzubauen. Hierbei sollten die Gebäude des kleineren Klosters der Aufnahme der wahnsinnigen Patienten dienen, und in den übrigen Gebäuden sollte man Patienten beiderlei Geschlechtes sowie Soldaten aufnehmen. Nach Fertigstellung einzelner Einheiten wurden sukzessiv die Patienten aus den alten Einrichtungen der Stadt überführt. Professor Best, der seine Lehrtätigkeit in der klinischen Abteilung Ipperwald fortgesetzt hatte, war 1804 zum Leiter aller städtischen Hospitäler als „Médecin en chef“ ernannt worden.
Jean Henry Hensay (1765–1832), ein junger Arzt, der als einer der letzten noch an der alten Kölner Universität promoviert hatte, stand im Dienst des Kölner „bureaus de bienfaisance“. Auf seinem Vorschlag beruhte die Maßnahme der Präfektur, in Köln als erstem Ort des Roerdépartements im Jahr 1803 eine Impfanstalt für die „bedürftigen Klassen“ einzurichten, um dort Pockenschutzimpfungen durchzuführen.
Mit der etwa 1805 erreichten Inbetriebnahme aller Gebäude des Cäciliengeländes war der Anschluss des Kölner Hospitalwesens an neuzeitliche Verhältnisse vorerst erreicht worden, die umgestalteten Klosteranlagen (St. Cäcilien und St. Michael) wurden jedoch schon bald durch den Neubau des Bürgerhospitals (in preußischer Zeit auf dem gleichen Gelände) überholt. Professor Paul Best starb im Jahr 1806, sein Nachfolger wurde Jean Henry Hensay.

### Gesellschaftliches Bild

#### Bürgerschaft
Während der französischen Zeit setzte sich die Bevölkerung grob aus drei Schichten, der Ober-, Mittel- und Unterschicht, zusammen. Bei der in dieser Epoche von etwa 40.000 auf 46.000 Einwohner angestiegenen Einwohnerzahl Kölns entfiel ein Anteil von 1 % der Menschen auf die Oberschicht, zur Mittelschicht zählten etwa 10 %, und der Rest entfiel auf die Unterschicht, die Armen.
Die vor dem Einzug der französischen Besatzung durch kirchliche Institutionen übernommene Versorgung der teilweise in extremer Armut lebenden Bevölkerungsschichten war durch die Auswirkungen der Besetzung zusammengebrochen. Nur einige der Klöstern und Stiften zugehörigen karitativen Einrichtungen, die sich überwiegend auf dem Gebiet sozialer Tätigkeit engagiert hatten, blieben von den restriktiven Maßnahmen der französischen Herrschaft, vertreten durch die Bonner Bezirksverwaltung, verschont. So blieben die von Orden betriebenen Hospitale und Waisenhäuser, die auch finanzielle Unterstützung der wohlhabenden Kölner Bürger erhielten, nach wie vor wichtige Einrichtungen gesellschaftlichen und sozialen Engagements.
Bereits vor dem absehbaren Einmarsch der Franzosen hatten viele der höheren geistlichen Würdenträger die Stadt verlassen und sich auf rechtsrheinischem Gebiet in Sicherheit gebracht. Ebenso war es ihnen zumindest teilweise gelungen, wichtige und kostbare Schätze sakraler Kunst vor dem Zugriff der Franzosen in Sicherheit zu bringen.

#### Militär
Mit der Besetzung der Stadt wurden Truppen in einer Stärke von etwa 12.000 Mann einquartiert. Zu diesem Zweck wurden private, öffentliche, aber vor allem kirchliche Gebäude requiriert, wobei die großen Klosteranlagen der Franziskaner und Dominikaner zu Kasernen umgewandelt wurden. Die den Revolutionstruppen anfänglich entgegengebrachte Sympathie des Volkes ging jedoch bald verloren. In der Öffentlichkeit waren sie vornehmlich als Besatzung der nun von ihnen gehaltenen Stadttore und an den Befestigungen des Rheinufers wahrnehmbar. Darüber hinaus beschlagnahmte das Militär Waren-, Schlacht- und Kornhäuser und übernahm weitere Gebäude wie beispielsweise das Kölner Zeughaus, welches schon zuvor als Magazin genutzt worden war. Das übernommene Stapelhaus wurde später zum Zollgebäude und als solches auch in preußischer Zeit weiter genutzt. Ebenfalls beschlagnahmt wurden Gürzenich und Rathaus. Entgegen den Ankündigungen, Besitz und Rechte der Kölner nicht anzutasten, erfolgten in massiver Weise Plünderungen, gegen die die Militärverwaltung über lange Zeit nicht eingriff.
Die Lage der Stadt begann sich 1797 nach dem Frieden von Campo Formio zu beruhigen, da nun für alle Beteiligten die Ungewissheit über die politische Zukunft des Rheinlandes und der Stadt ein Ende hatte. 1798 wurde die französische Gesetzgebung und Verwaltung in Köln eingeführt, und die Willkür des Militärs nahm ein Ende. Mit der Wahl Napoléons im Jahr 1799, die ihn zum ersten Konsul der Republik erhob, war die Revolution beendet, womit sich auch in Köln die Verhältnisse stabilisierten.

#### Geistlicher Stand
Im Jahre 1796 erließ das Pariser Direktorium eine neue Verwaltungsordnung für die eroberten linksrheinischen Gebiete. In dieser war auch festgelegt worden, dass alle Einkünfte der Kirchen, wie die bisher üblichen aus Verpachtung und Zinsertrag durch ausgeliehene Kapitalien, als Nationaleinkünfte der Domänenverwaltung des Staates zufließen sollten. Die Geistlichkeit sollte nach einer anzugebenden Personenauflistung durch Pensionszahlungen entschädigt werden. Ein so erhoffter größerer Abbau in der Mitgliederzahl der Konvente fand vorerst jedoch nicht statt, sodass 1797 die Geistlichkeit wieder in ihren früheren Besitzstand eingesetzt wurde. Dieser Beschluss wurde jedoch bereits ein Jahr später wieder aufgehoben.

Von der Säkularisation betroffene Klöster und Kirchen (Auswahl)
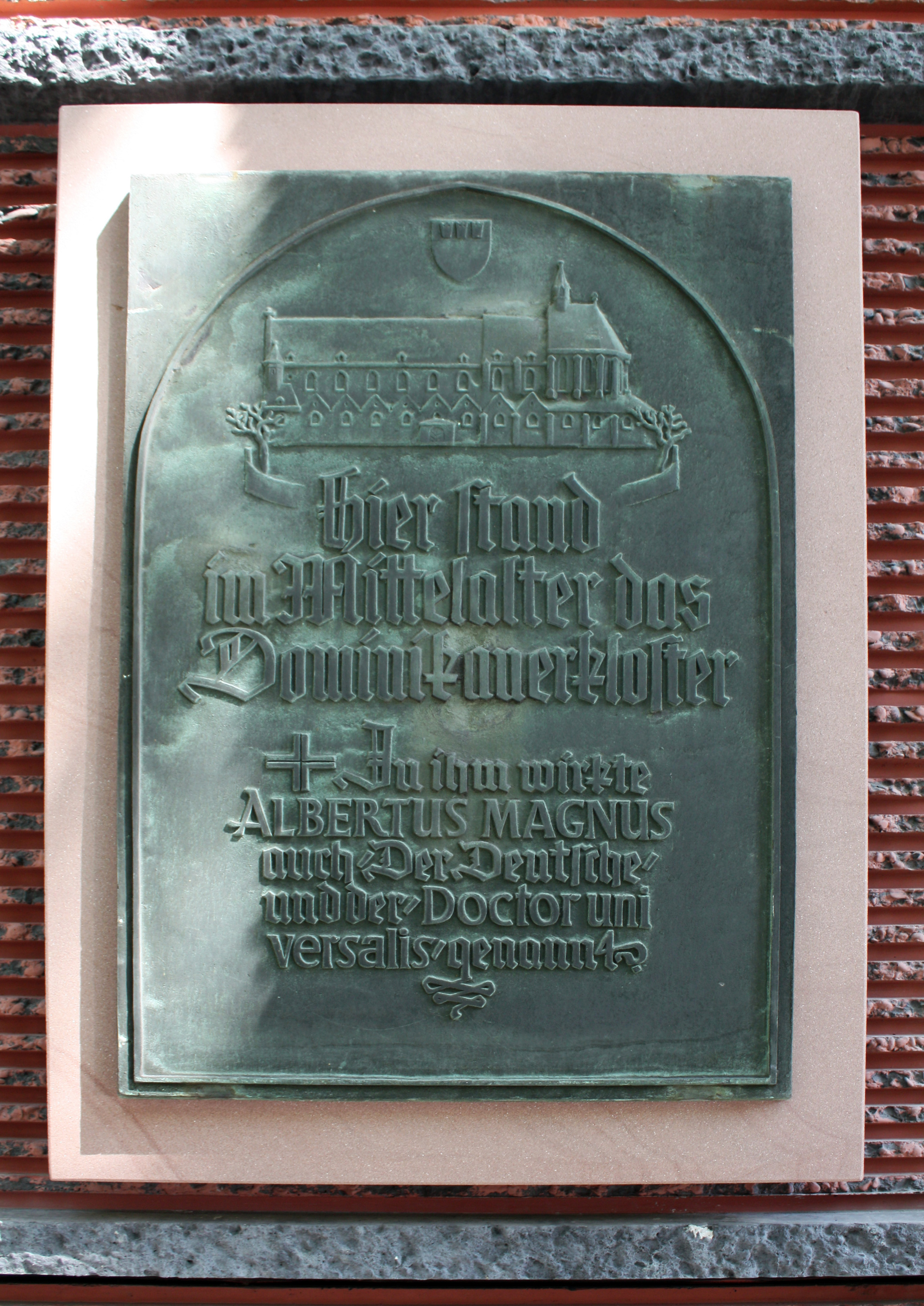
Dominikanerkloster, zur Kaserne umgebaut
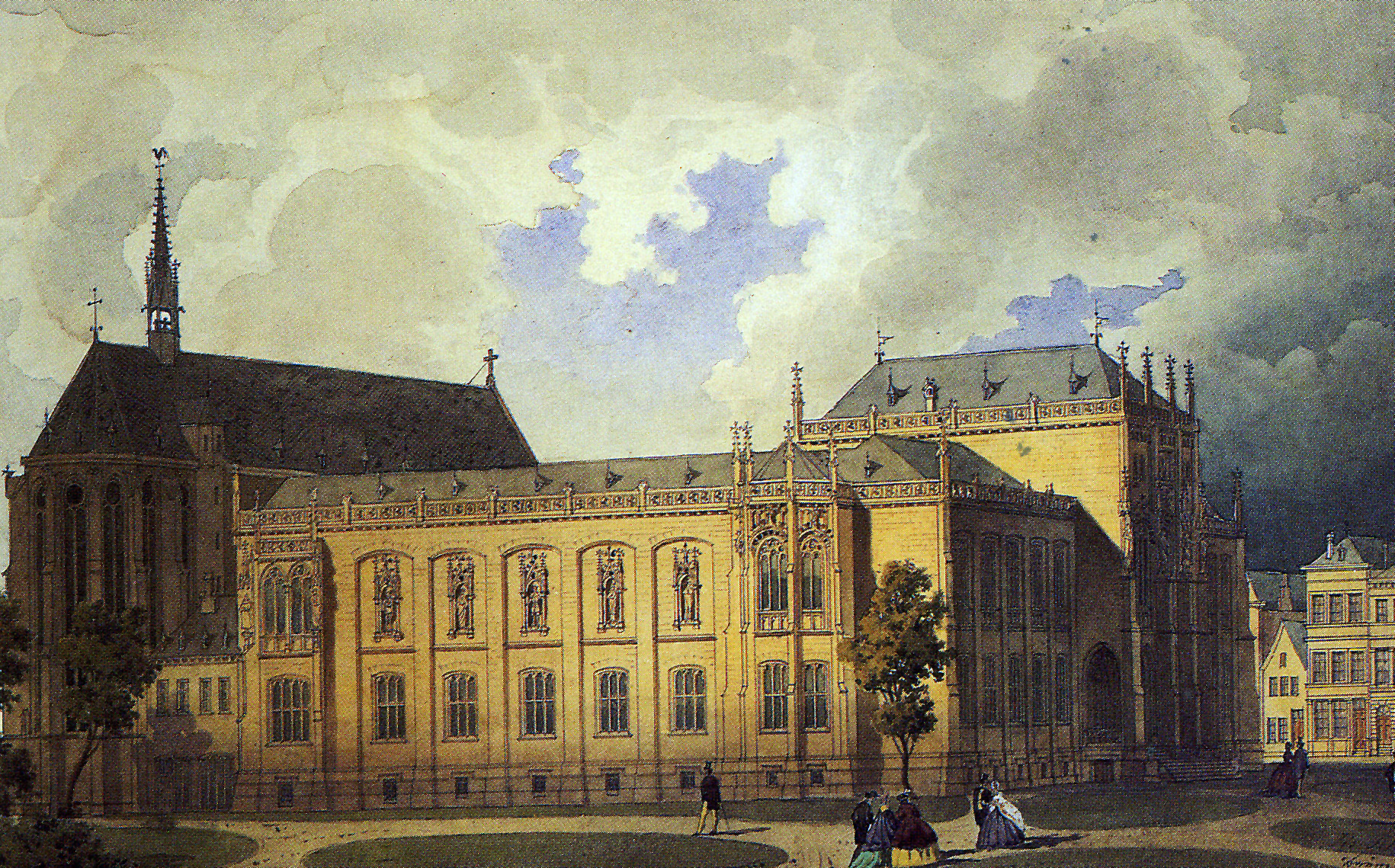
Minoritenkirche der Franziskaner, die Klosteranlage wurde zur Kaserne
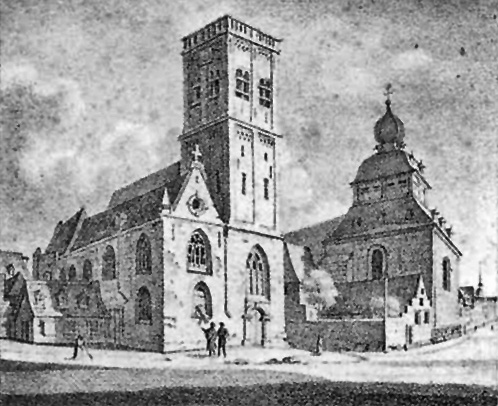
St. Jakob kurz vor ihrer Niederlegung, von den Franzosen als Magazin genutzt
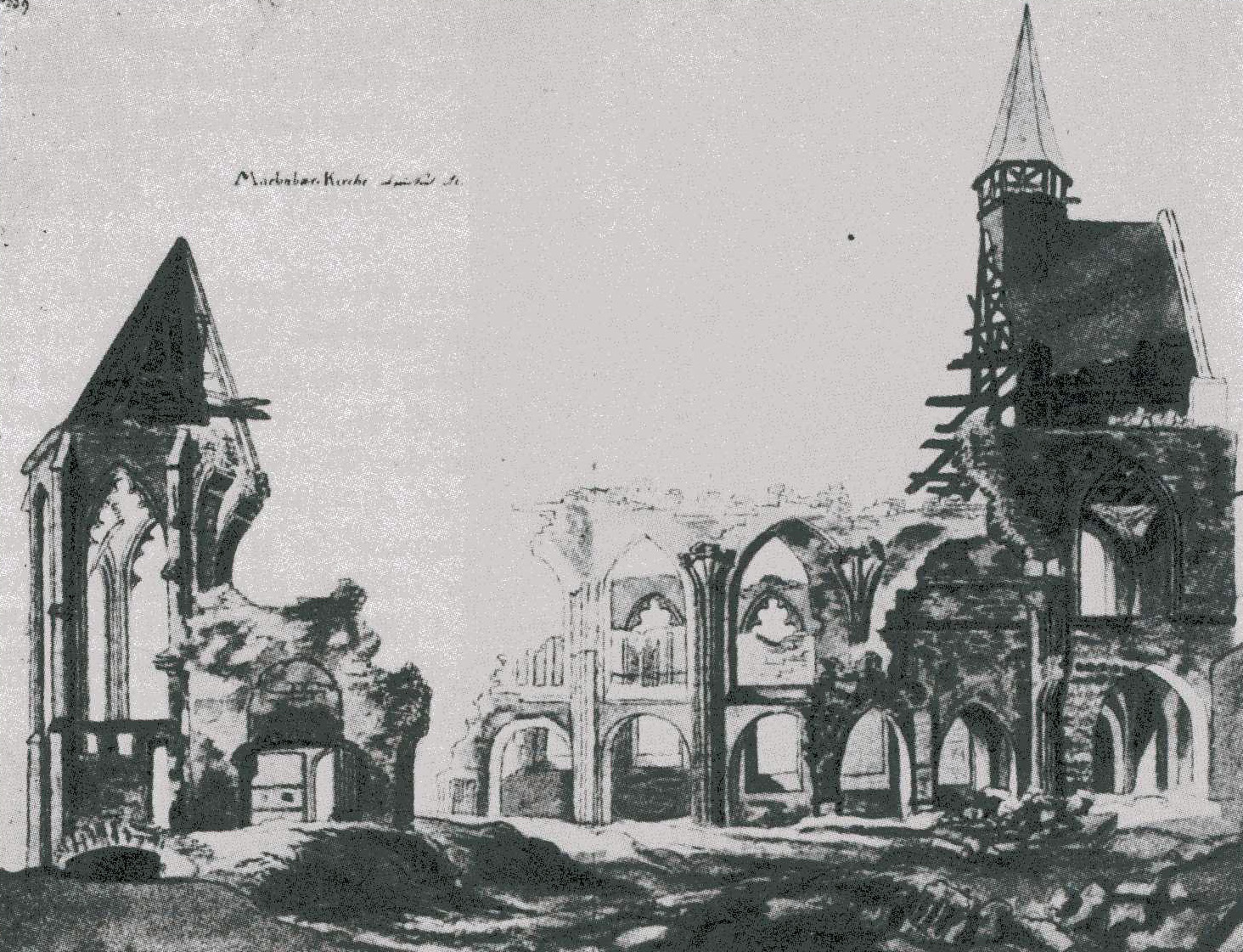
Machabäerkirche während des Abbruchs 1808

Auf die 42.150 Bürger der Stadt entfielen um 1.800 rund 2.500 Angehörige des geistlichen Standes. Diese wirkten in 11 Stiften und 19 Pfarrkirchen, sowie in 19 Männer- und 39 Frauenklöstern, zudem betreuten sie 49 Kapellen. Die im Laufe der Jahrhunderte entstandenen großen und kleineren Bauwerke waren ihrer Bedeutung entsprechend reich mit Kunstschätzen ausgestattet worden und wurden nun geplündert.
Viele dieser mit Kulturgütern angefüllten Baudenkmale gingen jedoch verloren. Einiges des wertvollen Inventars konnte in noch zugelassenen Pfarrkirchen überdauern, anderes geriet außer Landes und verblieb dort in Privatbesitz oder Museen. Ein großer Teil der in dieser Zeit „geretteten“ Kunstwerke wie Bilder und Skulpturen, des Schriftgutes und sonstiger Kunst blieb der Stadt durch das damalige Engagement der Herren Sulpiz Boisserée, Adolf von Hüpsch und Ferdinand Franz Wallraf erhalten.
Eine endgültige Neuordnung wurde mit dem 1801 abgeschlossenen Konkordat zwischen Napoléon Bonaparte und Papst Pius VII. geschaffen. Es ermächtigte die französische Regierung, die kirchlichen Verhältnisse in Frankreich neu zu ordnen sowie die geistlichen Institutionen aufzuheben und ihr Vermögen zu verstaatlichen. Gleichzeitig erfolgte Ende November 1801 eine Neuorganisation der Bistümer mit der Schaffung des Bistums Aachen und einer Neueinteilung der Pfarreien im Département de la Roer, die 1803 vollendet war.

#### Neuordnung der Pfarrbezirke
Nach den Konkordatsvereinbarungen wurde auch in der Stadt Köln eine Neuregelung der kirchlichen Organisation durchgeführt. Das Stadtgebiet wurde in vier Sektionen mit je einer Hauptpfarrei und mehrere Nebenpfarreien eingeteilt. Die so geschaffene Ordnung bot folgendes Bild:
Erste Sektion:

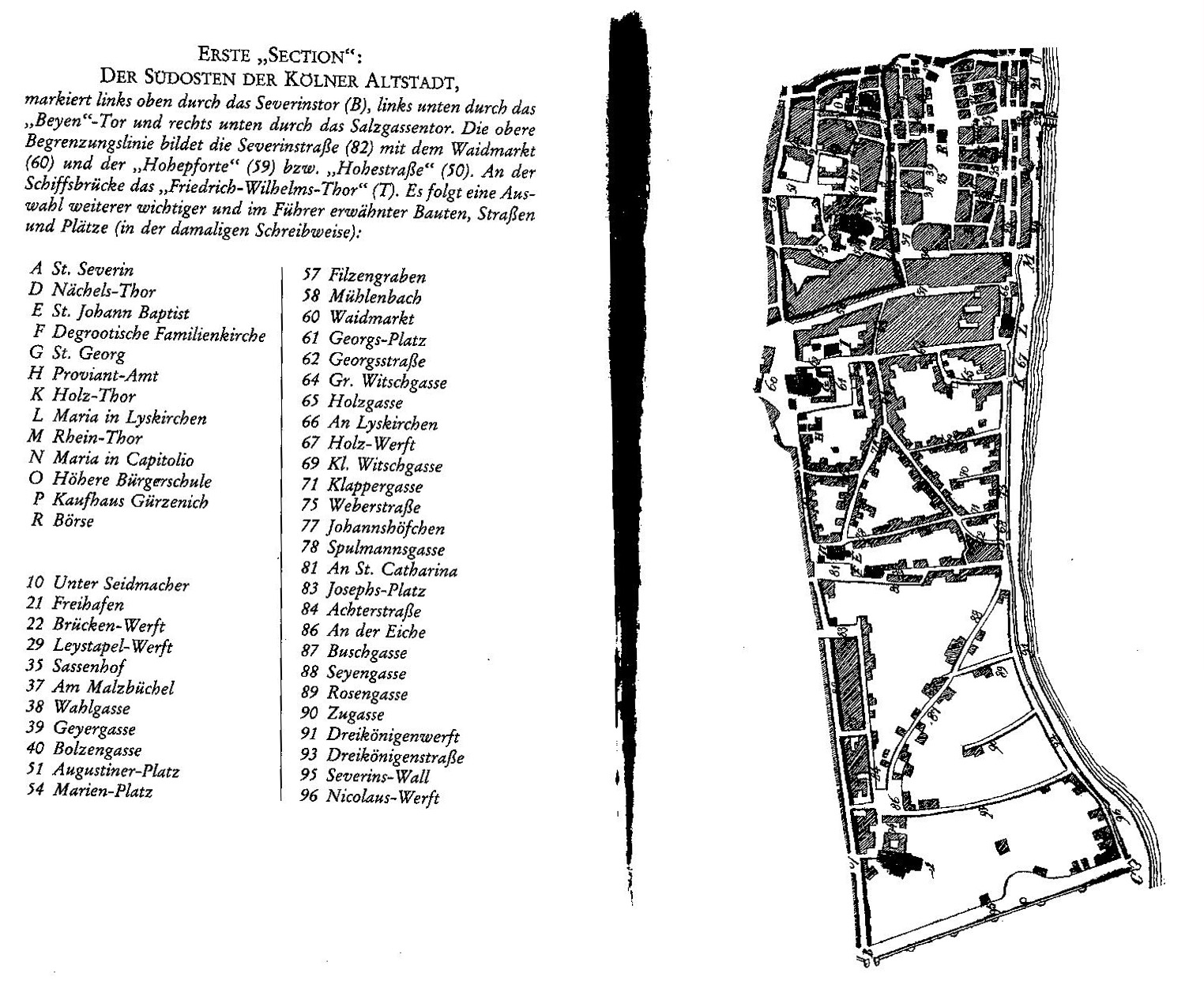
Die französische Gliederung der Pfarreien entsprach offenbar der in preußischer Zeit beibehaltenen Einteilung. (Karte um 1828, Sektion I)

- Hauptpfarrei wurde St. Maria im Kapitol mit den Nebenpfarreien St. Severin, St. Johann Baptist, St. Georg und St. Alban

Zweite Sektion:
- Hauptpfarrei wurde St. Peter, mit den Nebenpfarreien St. Pantaleon, St. Mauritius, St. Maria in der Schnurgasse, St. Maria Magdalena am Blaubach (Kloster Weiße Frauen)

Dritte Sektion:
- Hauptpfarrei wurde die Klosterkirche der Minoriten, mit den Nebenpfarreien St. Aposteln, St. Gereon, St. Maria in der Kupfergasse und St. Ursula

Vierte Sektion:
- Hauptpfarre wurde der Dom, mit den Nebenpfarreien St. Andreas, St. Kunibert, Groß St. Martin, St. Maria Himmelfahrt (Jesuitenkirche)

Die übrigen bisherigen Pfarreien wurden aufgehoben und deren Pfarrkirchen nach und nach niedergelegt. Es handelte sich dabei um die Kirchen St. Brigida, St. Christoph, St. Jakob, St. Johann Evangelist, St. Laurenz, St. Lupus, St. Maria Ablass (deren Kapelle erhalten blieb), St. Maria im Pesch, Klein St. Martin (deren Turm noch steht) und St. Paul.
Mit einem kaiserlichen Dekret des Jahres 1804 wurden Beerdigungen innerhalb der mittelalterlichen Stadt untersagt. Weiterhin wurde der katholischen Kirche das Jahrhunderte ausgeübte Beerdigungsrecht genommen und der Zivilgemeinde übertragen. Die bisher den Kirchen anliegenden Kirchhöfe wurden durch einen ersten zentralen Friedhof der Stadt, den Melaten-Friedhof, ersetzt.

### Köln, Canton und Mairie

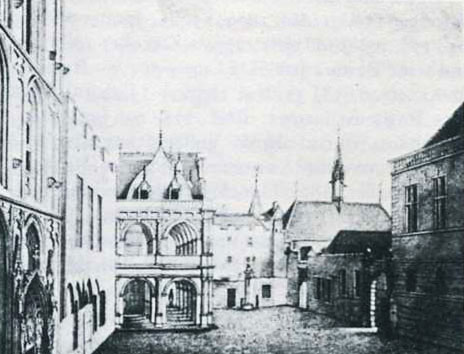
Rathausplatz von Norden um 1827

Der ehemalige Altenberger Hof an der Sevasgasse war Amtsgebäude des Unterpräfekten

Im Jahr 1800 betrug die Einwohnerzahl 42.150 Personen, die sich auf den Wohnraum von 7.404 Häusern verteilten. Das Areal der Stadt endete nur unwesentlich hinter der mittelalterlichen Umwallung an dem die Stadt umlaufenden Bischofsweg. Die Festlegung der Grenzen Kölns wurde am 5. Februar 1799 durch die Zentralverwaltung in Aachen beschlossen. Sie erfolgte im Hinblick auf die Vereinbarungen der Kantone Köln und Weiden von 29. Dezember 1798 sowie der vorausgegangenen vom 2. Oktober 1798 zwischen den Kantonen Köln und Brühl, die den Bischofsweg zwischen Rheinufer und Bonner Straße als Grenze fixierte. Köln war seiner Größe wegen zu einem Kanton mit einer Gemeinde bestimmt worden, die Kantonsverwaltung entsprach der Stadtverwaltung.
Mit dem Abkommen von Lunéville am 9. Februar 1801 wurde auch Köln rechtmäßiger Teil des französischen Staates. Der aus dem Stadtgebiet gebildete Kanton Köln wurde in fünf Sektionen aufgeteilt, denen die Bezeichnungen Liberté, Egalité, Fraternité, Réunion und Frontière gegeben wurden.
Unterpräfekt des Arrondissements Köln wurde am 22. Juni 1800 zunächst August Sybertz, der zuvor als Sektionspräsident am Ziviltribunal des Roerdepartements eingesetzt war. Sybertz wurde jedoch schon am 15. September 1804 abberufen und in das Arrondissement Sens versetzt. Ihm folgte als Unterpräfekt des Arrondissements mit Dekret vom 2. Oktober 1804 der ehemalige Kölner Bürgermeister und Kantonspräsident Reiner Joseph Klespé.
Das Amtsgebäude des Unterpräfekten befand sich in dem ehemaligen Stadthof des Zisterzienserklosters Altenberg (curia ecclesie de veteri-monte) im Altenberger Hof der nördlichen Vorstadt Niederich.

#### Amtsträger der Mairie
| Amtszeiten                 | Name                          | Anmerkungen zur Amtstätigkeit        |
| -------------------------- | ----------------------------- | ------------------------------------ |
| Dezember 1800 – April 1801 | Friedrich Heinrich Herstatt   | provisorischer Maire                 |
| April 1801 – April 1803    | Josef Peter Kramer            | Maire                                |
| April 1803 – August 1803   | Friedrich Heinrich Herstatt   | geschäftsführender Beigeordneter     |
| August 1803 – Mai 1814     | Johann Jakob von Wittgenstein | Maire und im Anschluss Bürgermeister |
| Quellverweis               |                               |                                      |

### Entwicklung zu alter Größe

#### Vorhaben und Maßnahmen der Stadtverwaltung
Eine Vielzahl der im Stadtgebiet erforderlichen und zum großen Teil realisierten Maßnahmen zur Verbesserung der Infrastruktur wurde durch die französische Verwaltung dokumentiert und von der preußischen Stadtverwaltung unter dem Begriff „Französische Bestände“ archiviert. Teile sind nach dem Zusammenbruch des Kölner Archivs im Jahr 2009 möglicherweise erhalten oder wiederherstellbar.
- Bestand: 3001. Zwischen den Jahren 1801 und 1809 erfolgten Reparaturen am Hafen zu Köln (der später zum Freihafen deklarierte Uferabschnitt zwischen Mühlengasse im Norden und der „fliegenden Brücke“ nach Deutz).
- Bestand: 2992. In den Jahren 1801, 1810 und 1813 (wohl in Zusammenhang mit dem Hafenbetrieb) wurden die Pflasterung von Straßen in den Kölner Vierteln von Groß-St. Martin mit der Mühlengasse und St. Maria im Kapitol und dem Agrippa-Platz vorgenommen.
- Bestand: 2978. Zwischen 1801 und 1807 erfolgten der Abriss der alten Butterwaage auf dem Kohlmarkt 1801 und die Wiedererrichtung der Brandmauer der Fleischhalle im Jahr 1803. 1807 folgte der Neubau eines Teils des Kanals (genannt Bach).
- Bestand: 2996. Bausachen der Stadt 1801 und 1810: Abbruch der alten „Wachthäuser“, Reparatur der Kräne, der Reitschule, der Mauer an der Neckelskaule (Nächelsgasse), der Treppe in der Schmierstraße (Komödienstraße) auf die alte Mauer (Burgmauer).
- Bestand: 2995. Zwischen 1801 und 1813 nahm man sich die Kanalisierung vor.
- Bestand: 2990. Zwischen den Jahren 1802 und 1813 erfolgte die Einrichtung eines Schlachthauses auf dem Gelände Kamperhof zu Köln.
- Bestand: 2988. Zwischen 1808 und 1810 erfolgte die Übergabe eines Teils des Karmeliterklosters an der Straße St. Georg an die Stadt zur Errichtung einer Primärschule.
- Bestand: 2991. Von 1809 bis 1810 erfolgte die Verbreiterung der Wingertsgasse zu Köln.

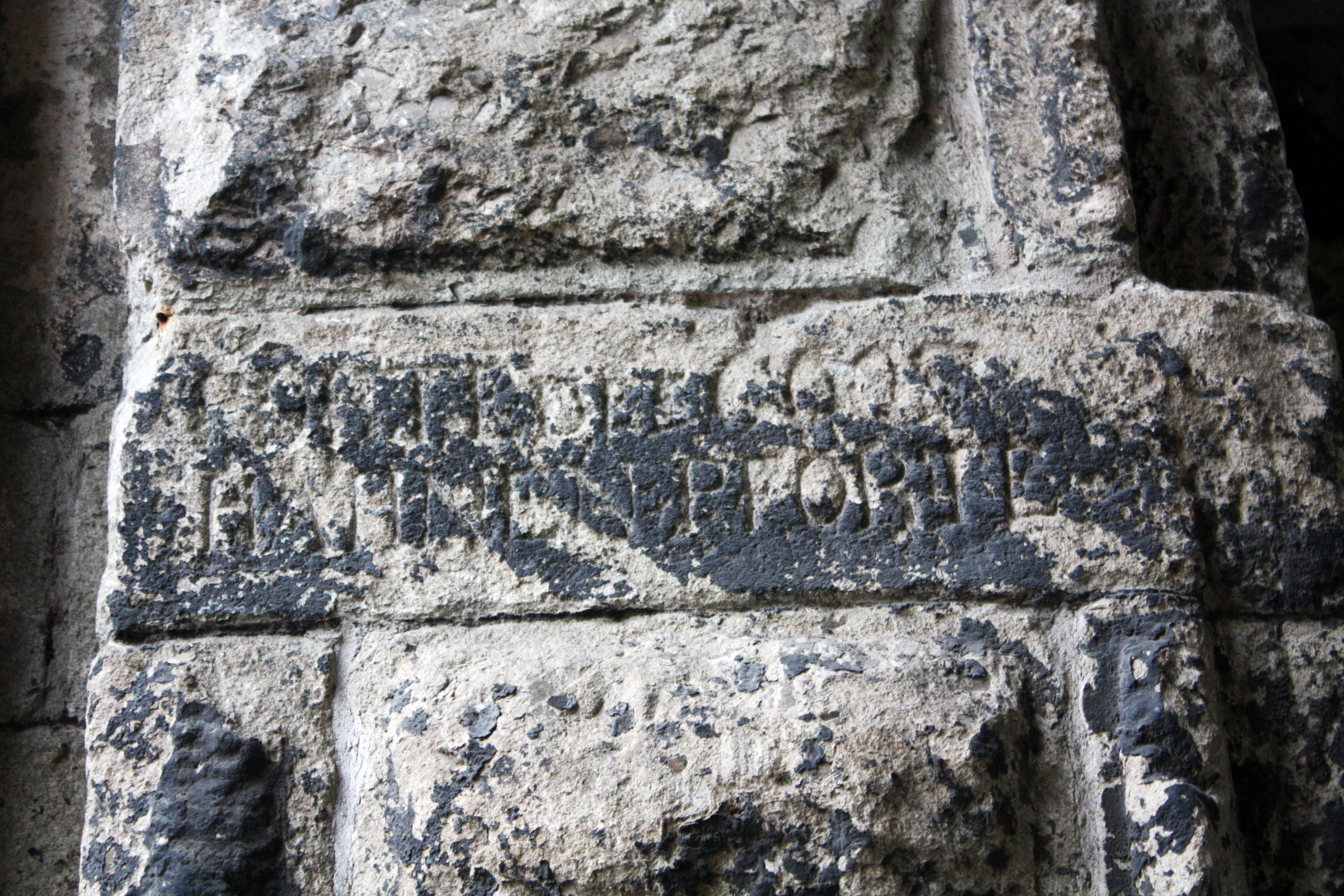
Porte des Coqs (1812/13), Hahnepooz (Kölsch), Hahnenpforte oder Hahnentorburg, Rest der verwitterten Torbezeichnung
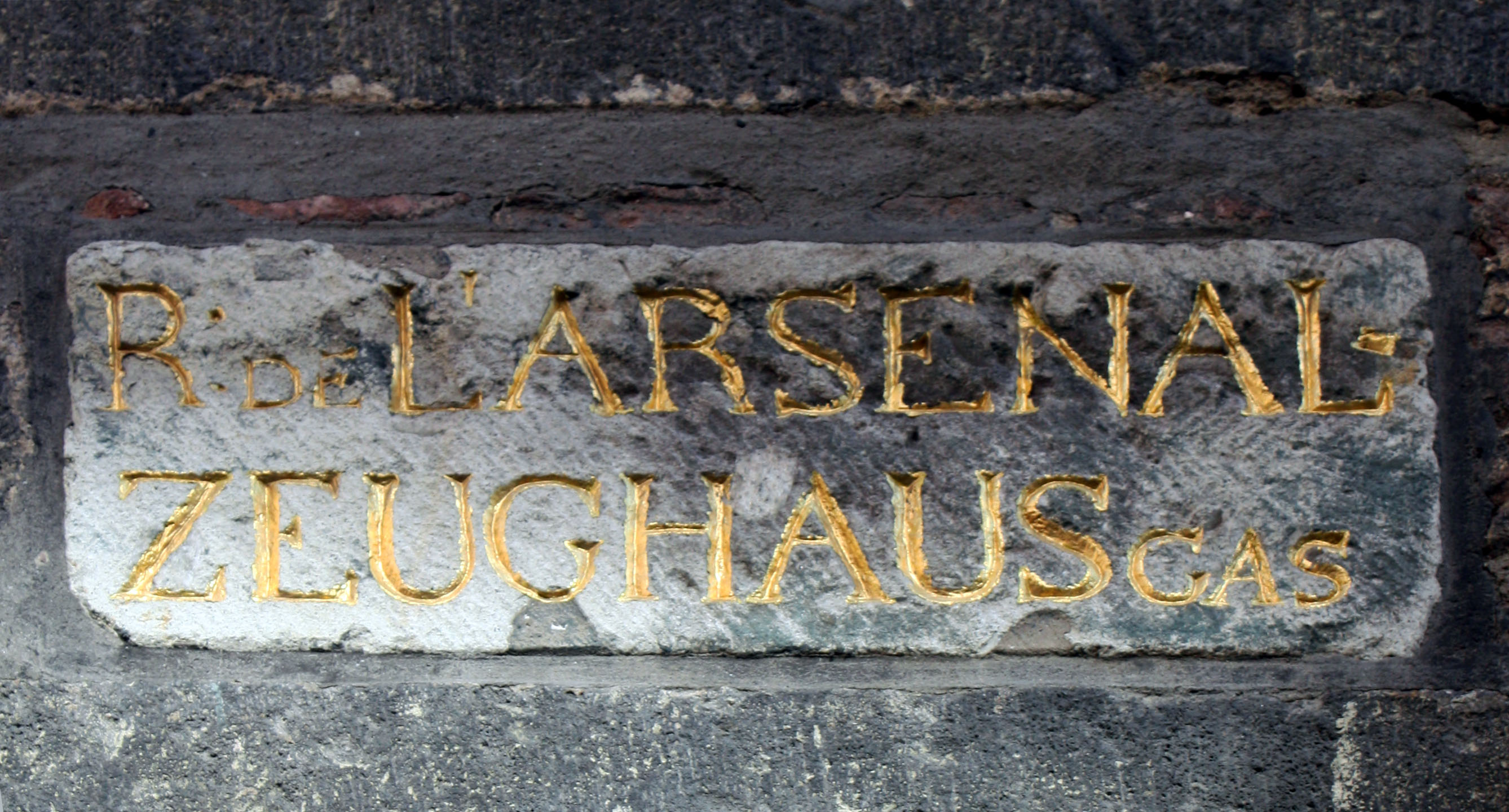
Straßenbezeichnung am Kölnischen Stadtmuseum
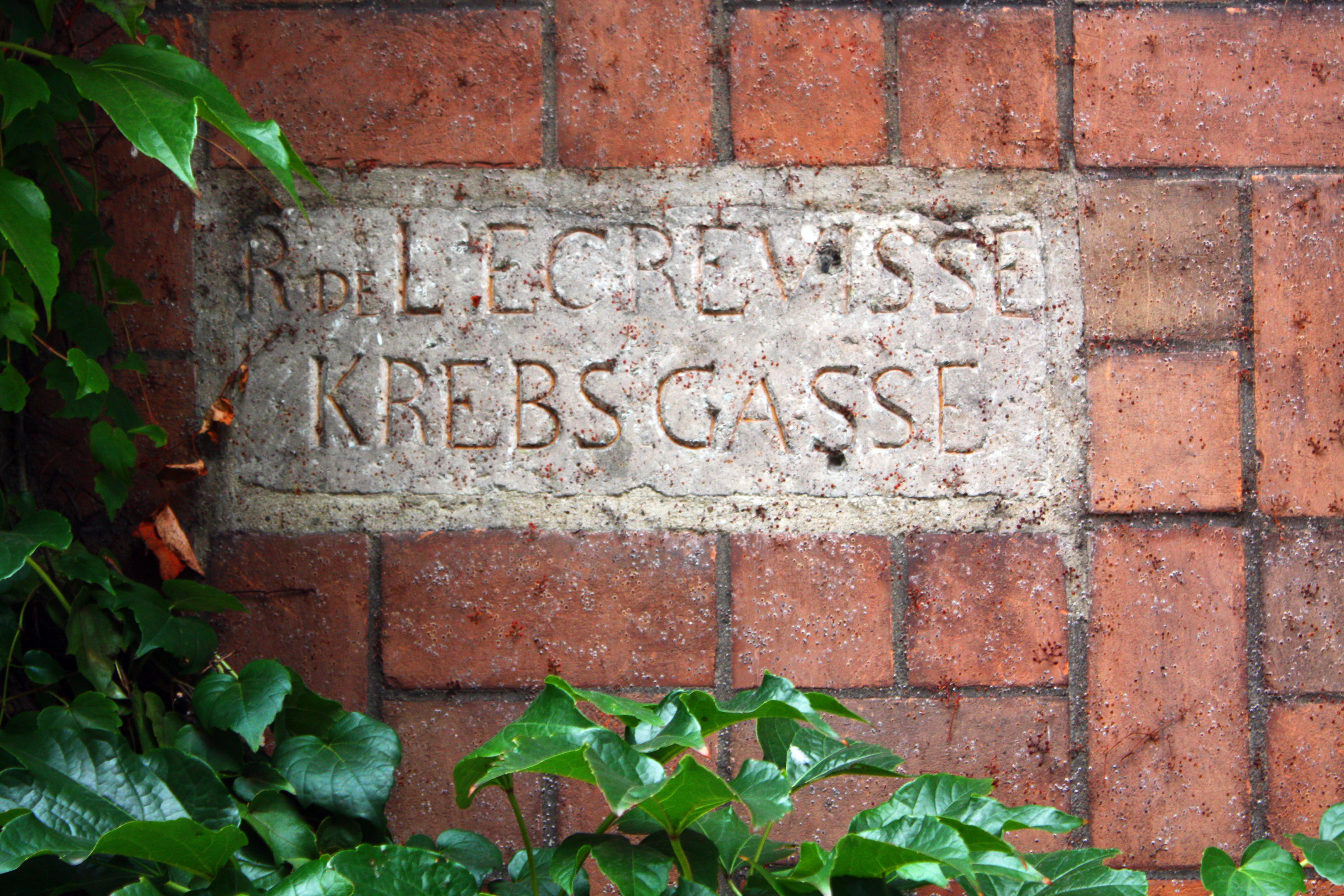
Rue de l’Écrevisse - Krebsgasse. Erhaltene Straßenbezeichnung am Kölner Schauspielhaus

- Bestand: 2997. Zwischen 1810 und 1813 wurde für das Stadtgebiet eine neue Benennung der Straßen angeordnet. Die dazu vorliegende Korrespondenz erwog eine zweisprachige Ausführung und bot Namenlisten an.
- Bestand: 2977. 1812 bis 1813 erfolgten Reparaturen an der in eine Fruchthalle umgewandelten Kirche St. Jakob zu Köln (mit Plan und Kostenvoranschlägen).[33]
- Bestand: 2982. In den Jahren von 1802 bis 1809 erfolgte die Einrichtung eines Freihafens und der Zulassung des Warenstapels zu Köln. Die Dokumente betreffen u. a. den Beschluss des Generalregierungskommissars betr. der Verlegung der Zolllinie in den Hafen von Köln vom 22 prairial X (11. Juni 1802) sowie Entschädigungen für Enteignungen im Hinblick auf den Bau des Freihafens (1797)[34]

#### Kulturelles Leben

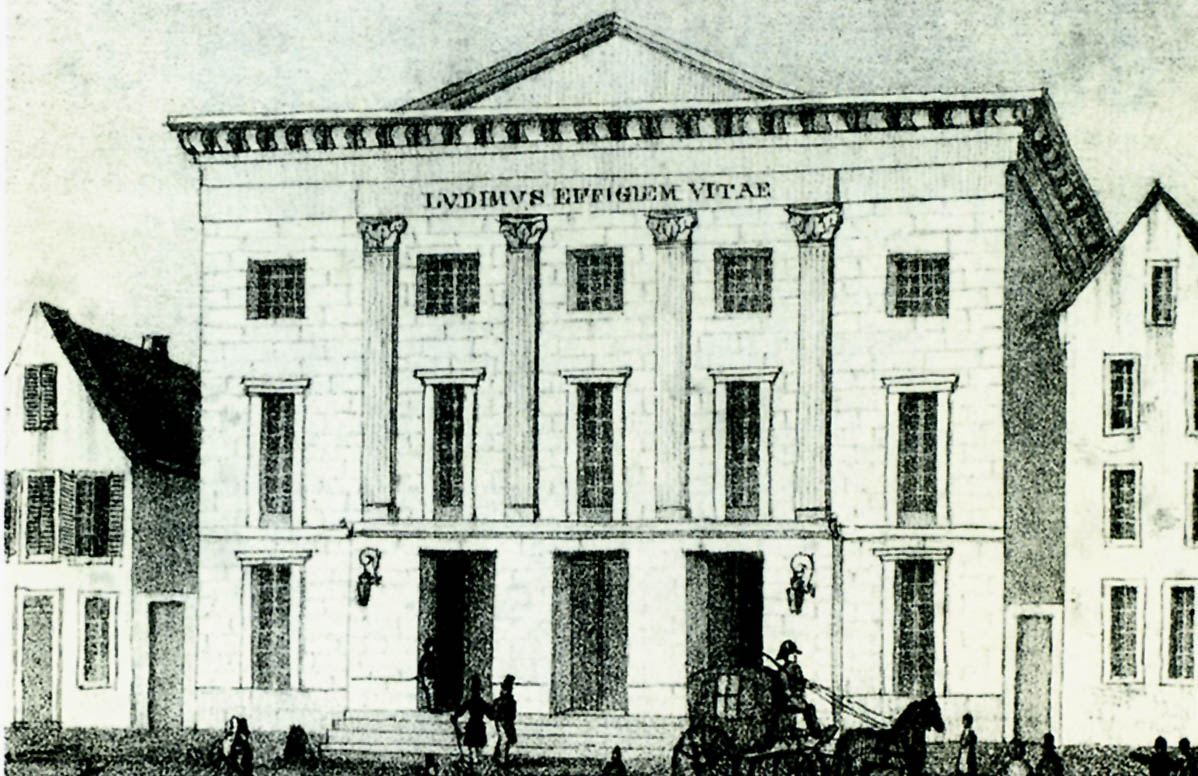
Das 1782/83 erbaute Theater an der Komödienstraße um 1829

Treibende Kräfte des damaligen kulturellen Lebens waren Bürger wie Ferdinand Franz Wallraf. Dessen Einflussmöglichkeiten waren aufgrund seines in späterer Zeit besseren Verhältnisses zur französischen Verwaltung für den Erhalt verbliebener Kulturgüter der Stadt von unschätzbarem Wert. Das in der nördlichen Vorstadt Niederich gelegene, im Jahr 1782/83 erbaute „Comödienhaus“ an der „Schmierstraße“ war weiterhin ein gesellschaftlicher Treffpunkt. Die Franzosen nahmen das Komödienhaus zum Anlass, der Straße den Namen „Rue de la Comédie“ zu geben. Der der Kunst und seiner Stadt verbundene Sammler und Mäzen Wallraf setzte sich später erfolgreich für den Erhalt der geänderten Bezeichnung ein. Matthias Joseph de Noël, der die École Centrale de Cologne besucht hatte, war kurze Zeit Student an der Pariser Kunstakademie, er wurde später Konservator der Stadt. Nachdem er 1803 das väterliche Unternehmen in Köln übernommen hatte, gründete er die Olympische Gesellschaft. Zu den von dieser Vereinigung veranstalteten Treffen, an denen auch Wallraf teilnahm, versammelten sich Maler, Dichter und sonstige Kunstliebhaber. Mit Friedrich Schlegel weilte ein Mitbegründer der modernen Geisteswissenschaften in der Stadt und hielt dort 1804 Vorlesungen. De Noël, der schon früh Zeichenunterricht erhalten hatte, malte auch den Theatersaal aus. Sein weiteres Interesse galt der Geschichte seiner Vaterstadt, zu der er mit „Karl Georg Jacob“ und Johann Jacob Nöggerath im Jahr 1828 einen ersten Reiseführer veröffentlichte, der aufschlussreiche Details zur „Franzosenzeit“ der Stadt enthält.

#### Entwicklungen im Kölner Karneval
Die beachtlichen Umstrukturierungen unter französischer Besatzung bewirkten vor allem im Bürgertum eine Besinnung auf kölnische Traditionen und Werte, die auch die brauchtümlichen Lustbarkeiten anlässlich der Fastnacht betraf. Auch die Olympische Gesellschaft zu Köln setzte mit literarischen Fastnachtsfeiern erste Akzente für spätere Reformen des Karnevalsfestes.
Zur gleichen Zeit organisierten angesehene Kaufleute, Juristen und Besatzungsoffiziere in ersten Redouten-Gesellschaften Maskenbälle als gesellschaftliche Ereignisse. Die Strukturen der späteren Karnevalsgesellschaften, welche die ab 1822 verbreiteten Maskenbälle im Gürzenich organisieren sollten, zeichneten sich hierin bereits ab. Der bürgerliche Mittelstand, der sich die von den Franzosen erhobenen „Maskierungsgebühren“ leisten konnte, organisierte erste kleine, thematisch bereits festgelegte Umzüge, in denen sich der inszenatorische Aspekt des späteren großen Rosenmontagszugs bereits erkennen ließ.
Das gemeine Volk dagegen feierte den Karneval in dieser Zeit unmaskiert und unter einfachsten Bedingungen in den Wirtshäusern.

### Bonne ville de l’Empire français

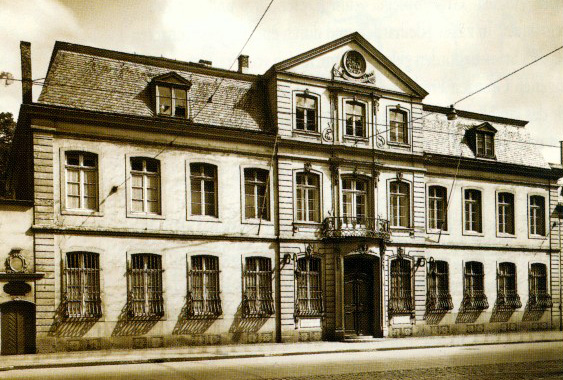
Ehemaliges „Erzbischöfliches Palais“ Köln, erbaut um 1758. Foto Hugo Schmölz

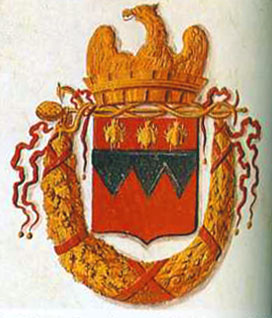
Wappen der „Bonne ville Cologne“

Im September 1804 stattete Napoléon mit seiner Gattin Josephine der Stadt einen ersten Besuch ab und logierte im damaligen Hotel „Blankenheimer Hof“ am „Place des Victoires“, dem heutigen Neumarkt. Die Kölner empfingen ihn bei seinem Einzug durch das Eigelsteintor mit Glockengeläut und Kanonendonner. Die Feierlichkeiten zu Ehren Napoléons, die in der mit großem Aufwand geschmückten Stadt veranstaltet wurden, leitete Ferdinand Franz Wallraf. Der viertägige Besuch war ausgefüllt mit mehreren Audienzen, einer Besichtigung der Stadtumwallung und einer Musterung der Kölner Garnison. Zum Abschied bot man dem hohen Besuch ein großartiges Feuerwerk am Rheinufer, verbunden mit der Illumination aller Schiffe im Freihafen und auf dem Strom. Napoléon genoss das Geschehen während eines ihm zu Ehren gegebenen Empfangs vom Turmsaal der ehemaligen Fischmengerzunft, der sich in einem Basaltturm (1808 abgebrochen) am Rheinufer neben der Salzgassenpfote befand.
Mit den eingekehrten klareren Verhältnissen im Kaiserreich wandelte sich die Perspektive der Stadt in eine positive Richtung. Das neue Rechtswesen der Stadt, aufbauend auf dem Code civil, seine neue Gemeindeverfassung, ein nunmehr leistungsfähiges Schulwesen, die Förderung des Handels und die Einführung der Gewerbefreiheit, die weitere Beibehaltung des Stapelrechtes, die durch die Einrichtung eines Freihafens ermöglicht wurde, der Bau eines Sicherheitshafens (parallel zur Umwallung zwischen Eigelsteintor und Rhein), die Schaffung einer neu organisierten Polizei- und Armenverwaltung, eine eingeführte Krankenbehandlung für alle, die Neuordnung der Kirchenverwaltung im Rahmen des Konkordates und die Einrichtung von protestantischen und jüdischen Gotteshäusern für die entstandenen Gemeinden dieser Konfessionen waren umwälzende Neuerungen, deren Grundlagen teilweise über das nächste Jahrhundert hinaus übernommen wurden.
Wesentliche Verdienste zur neuen in französischer Sprache vorliegenden Gesetzgebung erwarb sich der Kölner Gelehrte Heinrich Gottfried Wilhelm Daniels, der unter anderem die erste Übersetzung des „Code Napoléon“ erarbeitete.
Kurz nach dem Besuch Napoléons wurde der ehemalige Ratsherr und Bürgermeister der vormaligen Reichsstadt Köln, Reiner Josef Klespé, im November 1804 Nachfolger des Unterpräfekten A. Sybertz.
1811 stellte die Witwe des Freiherren Engelbert Heereman von Zuydtwyck ihr Palais in der Gereonstraße 12 Napoléon Bonaparte und seiner zweiten Ehefrau, der Kaiserin Marie-Louise von Österreich, anlässlich ihres Kölner Besuches als Wohnung zur Verfügung. Napoléon, der erneut wie bei seinem ersten Besuch von der ihm entgegengebrachten Zuneigung der Kölner angetan war, erhob die Stadt in den Kreis der Bonne ville de l’Empire français, der „guten Städte“ seines Imperiums. Es sollte sein letzter Besuch in der Stadt Köln sein.

### Vom französischen Cologne zum preußischen Köln

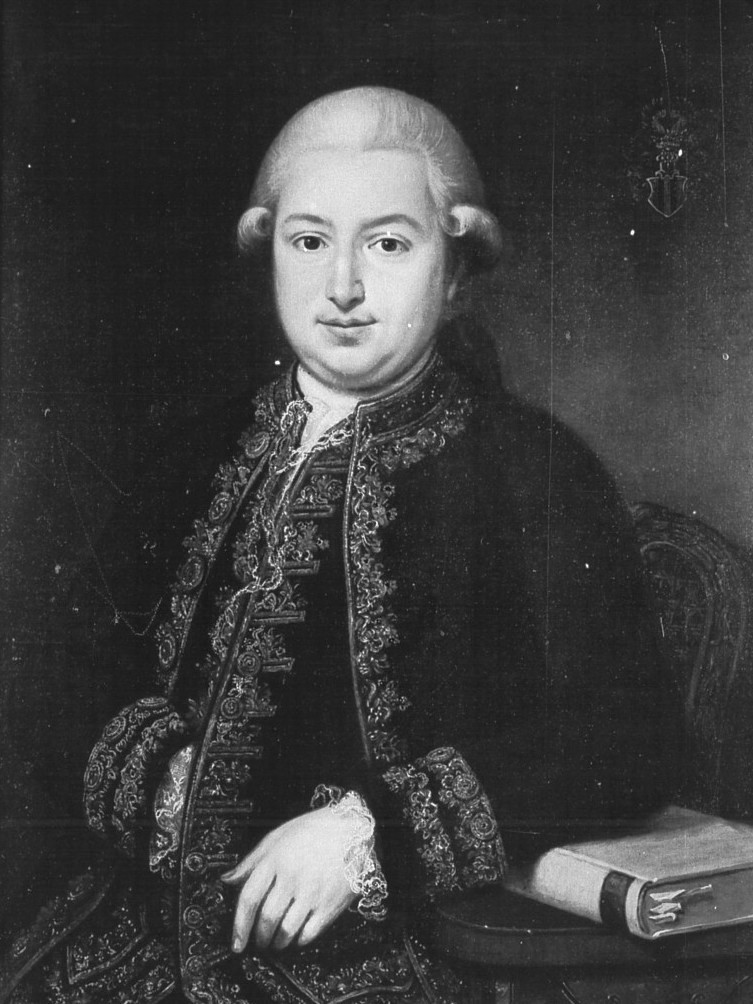
Von Wittgenstein amtierte als letzter Maire und bis Mai 1815 als Bürgermeister

Mit der katastrophalen Niederlage Napoléons im Russlandfeldzug 1812, in dem auch eine Anzahl aus der Kölner Bevölkerung rekrutierter Soldaten ihr Leben verloren, begann sich der Machtverlust des französischen Kaisers abzuzeichnen. Mit der weiteren Niederlage Napoléons in der Völkerschlacht bei Leipzig gewannen die alliierten preußischen und russischen Verbände die Oberhand in Deutschland. Nachdem sich die Nachricht verbreitet hatte, dass der Generalfeldmarschall Blücher mit Einheiten bei Kaub den Rhein überquert hatte und die Franzosen weiter zurückdrängte, unternahm der in Mülheim am Rhein stationierte Major Boltenstern im Januar 1814 von dort den Versuch, einen linksrheinischen Brückenkopf zu bilden.
Dort, wo sich vor etwa 20 Jahren letzte reichsstädtische Stadtsoldaten im Jahr 1794 von Riehl nach Mülheim abgesetzt und Köln den Revolutionstruppen kampflos überlassen hatten, wiederholte sich das Geschehen im umgekehrten Sinn. Boltenstern, dem eine Kompanie Gardejäger mit 150 bergischen Rekruten sowie 20 russischen Dragonern unterstanden, überquerte mit Kähnen den Rhein. Er gelangte bei seinem von der Riehler Aue ausgehenden Vorstoß, wo er eine französische Schanze einnehmen konnte, bis vor das Eigelsteintor, wurde dann jedoch zurückgeschlagen. Er, wie auch 75 Rekruten, fanden bei diesem Rückzug den Tod.
Nur eine kurze Zeit später, am 14. Januar 1814, verließ das französische Militär seine Garnison und zog, ohne verbrannte Erde zu hinterlassen, vor den heranrückenden Alliierten ab. Dass die Stadt völlig ungeschoren den Machtwechsel überstand, verdankte sie den Anweisungen des französischen Kommandeurs. Dieser an der Spitze des 5. Armeekorps das linke Rheinufer deckende General Horace-François Sébastiani hatte im Glauben eines nur vorübergehenden Abzuges seine Kölner Untergebenen angewiesen, die Stadt und ihre Einrichtungen unversehrt zu verlassen. Selbst die Fliegende Brücke nach Deutz, die ankernden Schiffe und die Verpflegungsdepots blieben beim Abzug unangetastet. Die Soldaten verabschiedeten sich mit Adieu jusqu’ à la belle saison und kündigten damit an, überzeugt zu sein, im Frühling wieder zurück zu sein.
Die Départements mit ihren Arrondissements und Kantonen wurden vorerst zu einem Zentralverwaltungsdepartement zusammengefasst und dann in die Territorien des Generalgouvernement Mittelrhein sowie in das Generalgouvernement Niederrhein aufgeteilt. Erst nach monatelangen Verhandlungen fiel im Jahr 1815, mit den Abmachungen des Wiener Kongresses, das Rheinland und mit ihm seine größte Stadt an den preußischen Staat. Aus dem Kanton Köln bzw. der Mairie Köln wurde der Stadtkreis bzw. die Oberbürgermeisterei Köln.